# Giuseppe Garibaldi
Vous lisez un « article de qualité » labellisé en 2012.
Pour les articles homonymes, voir Giuseppe Garibaldi (homonymie) et Garibaldi (homonymie).
« Garibaldi » redirige ici. Pour les autres significations, voir Garibaldi (homonymie).
Giuseppe (Josep / Jousé en niçois) Garibaldi (prononciation italienne : [dʒuˈzɛppe] [ɡariˈbaldi] ), né Joseph Marie Garibaldi le 4 juillet 1807 à Nice (département des Alpes-Maritimes sous le Premier Empire) et mort à Caprera (royaume d’Italie) le 2 juin 1882, est un général, homme politique et patriote italien. Il est considéré, avec Camillo Cavour, Victor-Emmanuel II et Giuseppe Mazzini, comme l’un des « pères de la patrie » italienne.
Garibaldi est un personnage fondamental du Risorgimento italien, pour avoir personnellement conduit et combattu dans un grand nombre de campagnes militaires qui ont permis la constitution de l’Italie unifiée. Il a essayé, le plus souvent, d’agir sous l’investiture d’un pouvoir légitime, ce qui ne fait pas de lui à proprement parler un révolutionnaire : il est nommé général par le gouvernement provisoire de Milan en 1848, général de la République romaine de 1849 par le ministre de la Guerre, et c’est au nom et avec l’accord de Victor-Emmanuel II qu’il intervient lors de l’expédition des Mille.
Il est surnommé le « Héros des Deux Mondes » en raison des entreprises militaires qu'il a réalisées aussi bien en Amérique du Sud qu'en Europe, ce qui lui a valu une notoriété considérable tant en Italie qu'à l'étranger. Celle-ci est due à la couverture médiatique internationale exceptionnelle dont il a bénéficié pour l'époque, et qui a relaté, parfois avec romantisme, son épopée. Parmi les plus grands écrivains, beaucoup, notamment français, Victor Hugo, Alexandre Dumas, George Sand lui ont montré leur admiration. Le Royaume-Uni et les États-Unis lui ont été d'une grande aide, lui proposant, dans les circonstances difficiles, leur soutien financier et militaire.
Républicain convaincu, il met entre parenthèses ses idées, reconnaissant l'autorité monarchique de Charles-Albert et Victor-Emmanuel II, les fédérateurs de l'action unitaire. Il s'oppose en cela à Mazzini bien qu'il ait été un de ses adeptes au début de sa vie politique. L'expédition des Mille sera l'élément culminant de son action : il conquiert le sud de la péninsule qu'il remet à Victor-Emmanuel II, le faisant roi d'Italie. Ses derniers combats destinés à intégrer Rome dans le royaume d'Italie sont des échecs dus à l'opposition de la France de Napoléon III. La monarchie confiera à d’autres le soin de conquérir Rome.
Garibaldi est, à l'époque, un mythe qui connaît aussi des détracteurs : le milieu réactionnaire et clérical, anti-républicain et anti-socialiste.

## Les années de jeunesse

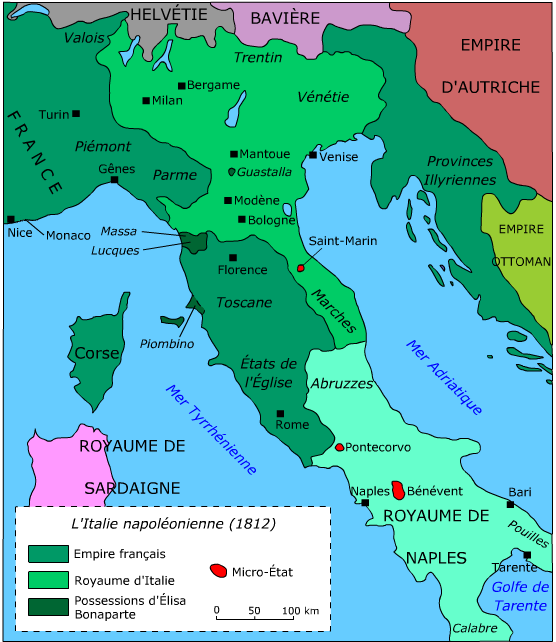
La situation de la péninsule italienne en 1812.

Garibaldi est né le 4 juillet 1807à Nice, alors territoire de l'Empire français. Il n'a pas la nationalité française car, en vertu de l'article 9 du Code civil promulgué par Napoléon en 1804, il est né en France de père étranger. Ses parents étant originaires de Ligurie, sa langue maternelle est l’italien et il se considère de « race italienne » comme il l’écrit dans ses mémoires. Nice, à laquelle Garibaldi reste toute sa vie très attaché, a connu tout au long de son histoire de nombreuses vicissitudes. Ville du royaume de Sardaigne, elle devient française de 1793 à 1814, lors de la période révolutionnaire et napoléonienne. En 1814, après la défaite de Napoléon, le comté de Nice retourne au sein du royaume de Piémont-Sardaigne dirigé par la maison de Savoie du fait de l’article premier du traité de Paris. À cette date, Garibaldi a 7 ans et il devient sujet de Victor-Emmanuel Ier. En 1860, Nice est rattachée à la France malgré l’opposition de l’homme public qui se considère alors, selon sa propre expression, comme « un étranger dans sa propre patrie »,. Pendant la période française, les registres d’état civil sont rédigés en français, et l’enfant est donc enregistré sous le nom de Joseph-Marie Garibaldi. Il est baptisé le 19 juillet 1807 en l’église Saint-Martin-Saint-Augustin, située dans le quartier actuel du Vieux-Nice : son parrain est Joseph Garibaldi et sa marraine Julie Marie Garibaldi.
C'est son père, Domenico, originaire de Chiavari dans la région de Gênes, qui est installé à Nice. Il est capitaine de la marine marchande et ses frères, marins ou commerçants. Sa mère, Rosa Raimondi, est originaire de Loano, en Ligurie. De leur union naissent six enfants, le fils aîné Angelo puis Giuseppe, Michele et Felice, ainsi que deux filles mortes en bas âge.
Ses parents auraient souhaité que Giuseppe devienne avocat, médecin ou prêtre, mais l’enfant n’aime pas les études et privilégie les activités physiques et la vie en mer, étant, comme il aime à le dire, « plus ami des amusements que de l’étude ». Un jour, il s’empare d'une barque et prend la mer pour la Ligurie avec quelques compagnons, mais il est arrêté et reconduit au domicile de ses parents. Les cours d’italien et d’histoire antique qu'il reçoit de son précepteur, le signor Arena, un ancien combattant des campagnes napoléoniennes, créent chez le jeune Giuseppe une véritable fascination pour la Rome antique.
Il convainc son père de le laisser suivre la carrière maritime et, à quinze ans, il s’engage comme mousse puis, à 17 ans, il embarque sur le Costanza commandé par Angelo Pesante de Sanremo. Son premier voyage le conduit à Odessa, en mer Noire, et jusqu’à Taganrog, en mer d'Azov, pour le commerce du blé.
C’est à 18 ans, en 1825, qu’il découvre Rome où il se rend avec son père et une cargaison de vin destinée aux pèlerins venus au jubilé du pape Léon XII. Ce voyage à Rome est pour lui une révélation, mais aussi une déception : la Rome des papes, exsangue, corrompue, est bien différente de celle qu'il imaginait.

## Sur les mers d’Europe

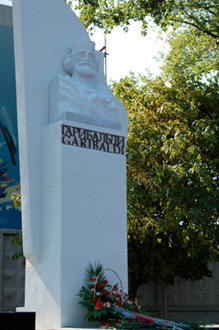
Monument de Garibaldi à Taganrog.

En 1827, il appareille de Nice à bord du brigantin Cortese pour la mer Noire, mais le bâtiment est assailli par des corsaires grecs qui pillent le bateau, volant jusqu'aux vêtements des marins. Le voyage se poursuit et sur le retour, en août 1828, Garibaldi tombe malade et débarque à Constantinople, où il reste jusqu'à début 1832, en partie, en raison de la guerre turco-russe. Il s'intègre dans la communauté italienne et gagne sa vie en enseignant l'italien, le français et les mathématiques.
En février 1832, il reçoit la patente de capitaine de seconde classe et embarque sur le brigantin La Clorinde pour la mer Noire, où il mouille à Taganrog. Après treize mois de navigation, il rentre à Nice et dès mars 1833, repart pour Constantinople. À l'équipage, s'ajoutent treize passagers français adeptes de Henri de Saint-Simon qui vont créer une communauté vers la capitale ottomane. Leur chef est Émile Barrault, un professeur de rhétorique qui expose les idées « saint-simoniennes » à Garibaldi,. Une phrase le touche particulièrement :

« Un homme qui, se faisant cosmopolite, adopte l'humanité comme patrie et offre son épée et son sang à tous les peuples qui luttent contre la tyrannie, il est plus qu'un soldat ; c'est un héros »

— Phrase de Barrault rapportée par Garibaldi à Alexandre Dumas dans les mémoires qu'il a rédigés.
Le bateau débarque les Français à Constantinople et poursuit pour Taganrog. Dans une auberge, Garibaldi rencontre un marin surnommé il Credente (« le croyant ») qui lui expose les idées mazziniennes de Giovine Italia, de république, d'unité nationale et d'indépendance. Les biographes Jessie White Mario et Giuseppe Guerzoni indiquent, sans aucune certitude, qu'il s'agirait de Giambattista Cuneo.

## L’engagement politique

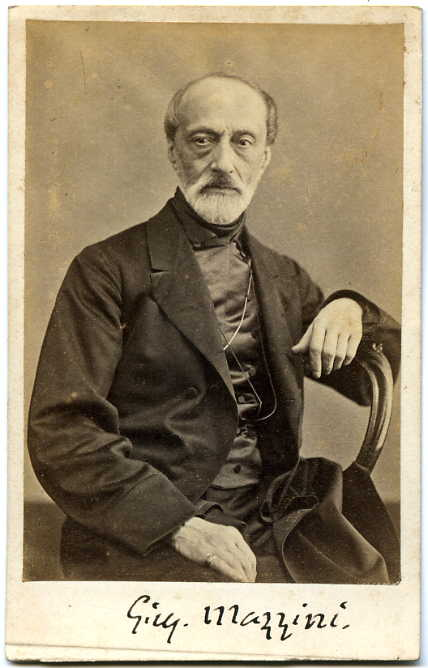
Giuseppe Mazzini, photographie par Domenico Lama.

La péninsule italienne est partagée depuis la chute de l'Empire romain en une multitude de petits États indépendants. La Révolution française et la constitution de la République cisalpine puis italienne et le royaume d'Italie suscitent un sentiment national et républicain. Des mouvements insurrectionnels naissent tels ceux de 1820 et 1831. Garibaldi, comme beaucoup de sa génération, fait l'apprentissage d'une conscience nationale italienne.
Pour Garibaldi, les thèses pour la lutte de l'unité de l'Italie de Giuseppe Mazzini semblent être la conséquence directe des idées de Barrault, moment initial de la rédemption de tous les « peuples opprimés ». Ce dernier voyage change la vie de Garibaldi ; dans ses mémoires, il écrit : « Colomb n'éprouva certainement pas autant de satisfaction à découvrir l'Amérique que je n'en éprouvai à trouver quelqu'un qui s'occupât de la rédemption de notre patrie ». L'historiographie officielle veut que Giuseppe Garibaldi ait rencontré Giuseppe Mazzini en 1833 à Marseille et qu'il ait adhéré à Giovine Italia (Jeune Italie), l'association politique secrète de Mazzini dont l'objectif est de transformer l'Italie en une république démocratique unitaire. L'historien Alfonso Scirocco fait remarquer que lorsque Garibaldi débarque à Villefranche-sur-Mer, en août 1833, Mazzini a déjà quitté Marseille pour Genève en juin.

### De marin à bandit
En sa qualité de marin, Garibaldi doit effectuer un service militaire de cinq ans dans la marine sarde ; ainsi s'enrôle-t-il en décembre 1833. Respectant la tradition, il adopte pour nom de bataille Cléombrote, un héros de Sparte. Avec ses amis Edoardo Mutru et Marco Pe, il cherche à faire du prosélytisme pour leur cause, s'exposant avec légèreté. Ils sont signalés à la police qui les surveille ; Mutru et Garibaldi sont mutés sur la frégate Comte de Geneys, le 3 février, prête au départ pour le Brésil.

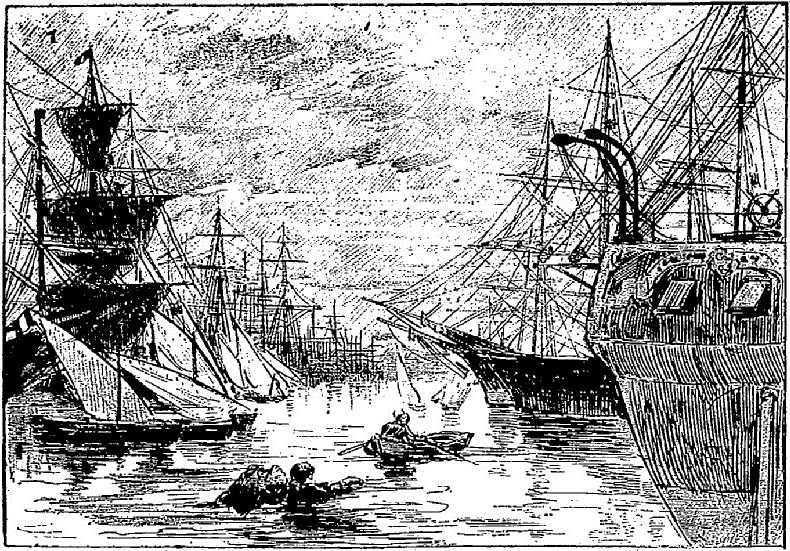
Garibaldi pendant son exil à Marseille, après l'affaire de Saint-Julien, sauve un jeune homme qui se noyait dans le port (1835) (L'Univers illustré, 1884).

Le 11 février 1834, il doit participer au mouvement insurrectionnel mazzinien de l'arsenal de Gênes ; celui-ci doit accompagner l'opération militaire du général Ramorino dans le Piémont le 1er février 1834 destinée à renverser la royauté,. Garibaldi descend à terre pour se mettre en contact avec les mazziniens, mais l'échec de la révolte en Savoie et la mise en alerte de l'armée et de la police provoquent l'échec de l'opération. Garibaldi, ne retournant pas à bord du Comte de Geneys, est considéré comme déserteur. Reconnu comme un chef de la conspiration, il est condamné « à la peine de mort ignominieuse » par contumace, en tant qu'ennemi de la patrie et de l'État.
Garibaldi devient ainsi un « bandit ». Il se réfugie d'abord à Nice puis franchit la frontière pour rejoindre Marseille, hôte de son ami Giuseppe Pares. Pour éviter d'être suspecté, il prend le nom de Joseph Pane ; en juillet il embarque pour la mer Noire et, en mars 1835 on le retrouve en Tunisie. Garibaldi reste en contact avec l'association mazzinienne par l'intermédiaire de Luigi Cannessa et en juin 1835 il est initié à la Jeune Europe, prenant comme nom de bataille Borel en souvenir du martyr de la cause révolutionnaire,.
L'Italie étant devenue désormais inaccessible en raison de la peine de mort qui pèse sur lui, il envisage des horizons plus lointains. Une occasion se présente à lui, le brigantin Nautonnier devant se rendre à Rio de Janeiro au Brésil, le 8 septembre 1835, Garibaldi embarque à Marseille, sous le nom de Giuseppe Pane, avec l'intention de diffuser les idéaux mazziniens. De plus, Rio comprend une importante communauté de marins ligures, ce qui doit permettre une arrivée inaperçue.

### L’exil en Amérique du Sud

#### La situation du continent sud-américain
Après la conquête napoléonienne de l'Espagne, les vice-royautés sud-américaines s'engagent dans un processus d'indépendance qui se termine par la défaite de l'Espagne. Elles se divisent en une série de républiques indépendantes parmi lesquelles la Province cisplatine, la Confédération argentine, le Paraguay. En ce qui concerne le Brésil, après l'invasion du Portugal par Napoléon, la famille royale s'exile à Rio de Janeiro et la colonie est élevée au rang de royaume. Jean VI rentre à Lisbonne en raison de la révolution libérale de 1820 pendant que son fils Pierre devient régent du Brésil. En 1822, il devient empereur du Brésil sous le nom de Pierre Ier. La politique centralisée du souverain conduit à des mouvements insurrectionnels et, en 1832, il est contraint d'abdiquer en faveur de son fils Pierre II.
Il règne en 1835 dans toute l’Amérique du Sud une grande tension en raison de guerres d'indépendances et intestines.

#### L’arrivée au Brésil

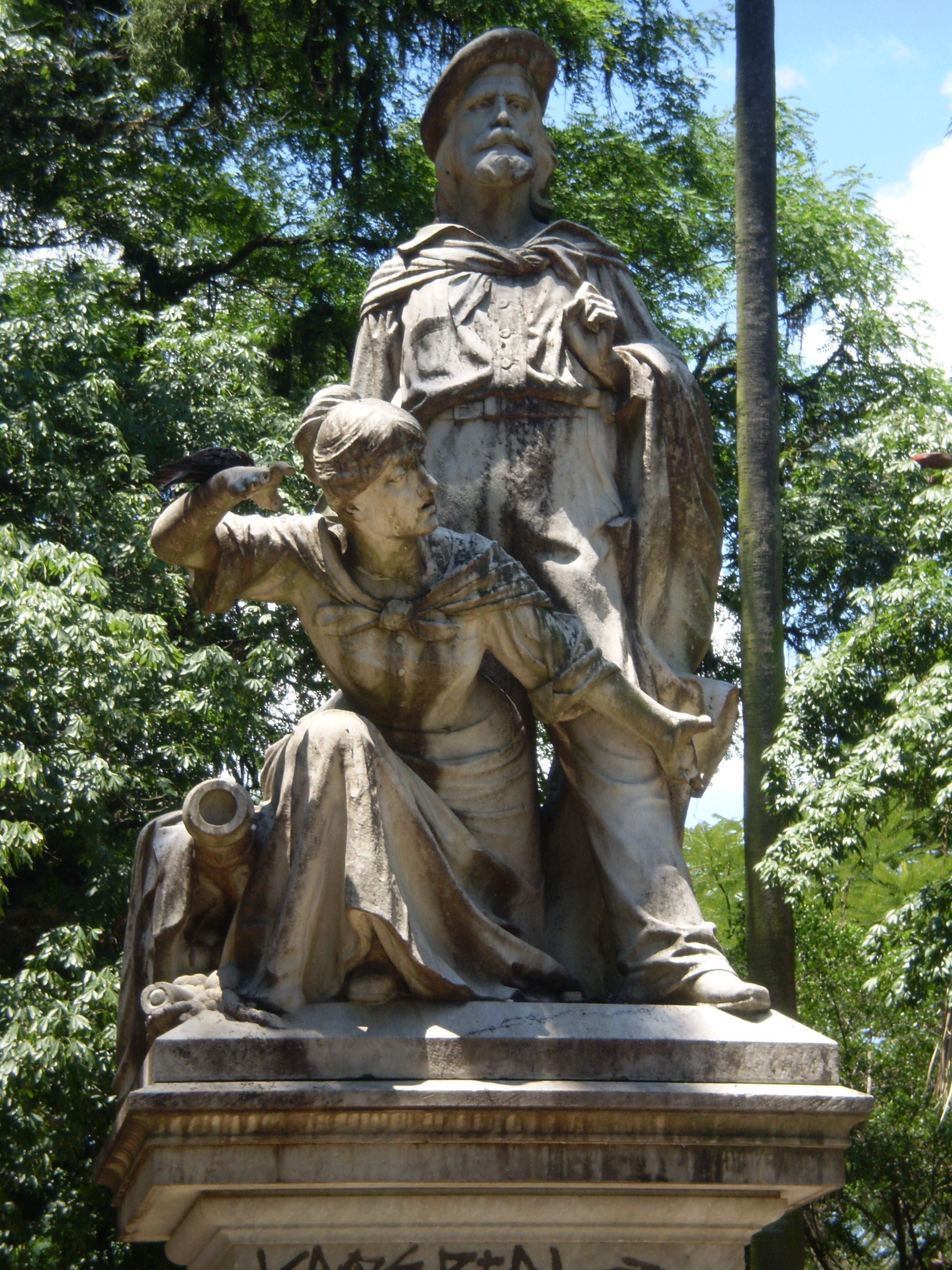
Filadelfo Simi, Monument à Giuseppe et Anita Garibaldi, 1912, place Garibaldi, à Porto Alegre, Rio Grande do Sul, Brésil.

Entre décembre 1835 et 1848, Garibaldi passe une longue période d'exil en Amérique du Sud, répondant aux sollicitations de tous ceux qui veulent lutter pour l'indépendance avec la même ardeur que s'il s'agissait de sa patrie. Il s'installe d'abord à Rio de Janeiro, accueilli par la petite communauté d'Italiens exilés et émigrés. Au cours de cette période, il diffuse les sentiments révolutionnaires auprès de ses compatriotes et reste en contact avec les activistes en Europe, Mazzini et ses correspondants Antonio Ghiglione et Luigi Canessa.
Grâce au soutien de Giuseppe Stefano Grondona, il devient président de la cellule de Giovine Italia sur le continent sud-américain. Il adhère aussi à la loge maçonnique Asilo di Vertud.
En septembre 1835, Bento Gonçalves da Silva mène une action séparatiste qui conduit à la République Riograndense (1836) provoquant la réaction de l'empire du Brésil. Garibaldi se déclare prêt à combattre pour défendre les idéaux humanitaires et, le 4 mai 1837, il obtient une lettre de marque du gouvernement du Rio Grande do Sul, rebelle à l'autorité de l'empire du Brésil. C'est en tant que corsaire qu'il défie un empire avec son bateau baptisé Mazzini. Le 11 avril 1838, il repousse un bataillon de l'armée impériale brésilienne (bataille de Galpon de Xarqueada) et il prend part au côté du général Davi Canabarro à la prise du port de Laguna, capitale de la province de Santa Catarina, (25 juillet 1839), ce qui facilite la création de la République Catarinense ou République Juliana. Le 15 novembre, l'armée impériale reconquiert la ville et les républicains reparaissent sur les hauteurs où se déroulent des combats avec plus ou moins de succès. Garibaldi est impliqué pour la première fois dans un combat exclusivement terrestre, à proximité de Forquillas : il attaque avec ses marins et oblige ses ennemis à se retirer.
Durant cette période, il a pour maîtresse Manuela de Paula Ferreira, nièce de Bento Gonçalves da Silva, à laquelle il renonce en raison de la différence de statut social,. En 1839, alors qu'il se trouve à Laguna, il rencontre Ana Maria de Jesus Ribeiro, à peine âgée de 18 ans. Une idylle naît entre les deux jeunes gens alors qu'Anita est déjà mariée à Manuel Durante de Aguiar. Elle abandonne Manuel pour suivre Giuseppe, et ils se marient en 1842, après le décès du premier époux.

#### L’Uruguay

L'Amérique du Sud en 1821.

Mi-1841, ne voyant pas une conclusion rapide à la guerre, et à la demande de Francesco Anzani, un exilé lombard avec qui il se lie d'amitié et qui souhaite sa présence en Uruguay, Garibaldi et sa famille quittent, avec l’autorisation de Gonçalves, le Rio Grande pour Montevideo où se trouvent de nombreux étrangers, particulièrement français et italiens.
Là, la guerre oppose le président uruguayen Manuel Oribe, qui a été renversé mais est soutenu par le gouvernement de Buenos Aires de Juan Manuel de Rosas, et le nouveau gouvernement présidé par le général Fructuoso Rivera installé à Montevideo et qui compte sur l'appui du Brésil, des flottes françaises et anglaises, et des argentins « unitaires » (Partido Unitario, de tendance libérale). Déclarée en décembre 1838, la guerre nommée Grande Guerre dure de 1839 à 1851.
Installé à Montevideo, Garibaldi y donne des cours de mathématiques, avant d'opérer comme l'un des commandants du Grand Siège de Montevideo (1843-1851). Début 1842, la Confederación Argentina, l'Argentine, organise une expédition commandée par le président uruguayen Manuel Oribe. La flotte de la Confédération opère sous le commandement de l'amiral argentin d'origine irlandaise Guillermo Brown, tandis que celle de Montevideo est sous les ordres du commodore d'origine américaine John Coe. Le gouvernement de Montevideo fait appel à Garibaldi. Au río de la Plata, la marine argentine essaie de bloquer le port de Montevideo. Le 16 août 1842 une bataille navale a lieu sur le fleuve Paraná près de la localité de Costa Brava. Les vaisseaux commandés par Garibaldi sont battus par les forces de Brown dont les moyens en navires et en hommes sont supérieurs. Après avoir subi de lourdes pertes, Garibaldi incendie ses vaisseaux pour éviter qu'ils ne tombent aux mains de Brown ; il réussit à se mettre à l'abri avec l'équipage survivant.
La même année, Garibaldi épouse Ana Maria de Jesus Ribeiro qu'il a rencontrée en 1839 et dont il aura quatre enfants : Domenico Menotti, Rosita qui meurt en bas âge, Teresita et Ricciotti.
Garibaldi se partage entre les opérations terrestres et maritimes ; il reconstitue une flottille à la tête de laquelle il réussit, en avril 1842, à empêcher les vaisseaux de Brown d'occuper l'Isla de Ratas, dans la baie de Montevideo (que l'on nomme de ce fait Isla Libertad — Île Liberté), parvenant ainsi à contrecarrer la tentative, par la flotte « rosista », de bloquer Montevideo.
En avril 1843, de retour à Montevideo alors qu'Oribe en fait le siège jusqu'en 1851, Garibaldi organise et prend la tête d'un groupe de volontaires appelé la Legión Italiana (légion italienne), qui se met au service du gouvernement de Montevideo, le Gobierno de la Defensa (gouvernement de la Défense). Ces hommes inexpérimentés, qu'il convient de former, font pâle figure lors des premiers combats. Ils se montrent plus aguerris lors du Combate de Tres Cruces (combat des trois croix), le 17 novembre 1843, dans les environs de Montevideo.
Une grande partie des défenseurs est d'origine étrangère, principalement française (2 500 hommes) et italienne (500 à 700 hommes), sur 6 500 défenseurs seuls 800 sont uruguayens. Voulant habiller le plus économiquement possible sa légion italienne, Garibaldi achète à prix réduit à une entreprise commerciale un lot de tuniques de laine rouge initialement destiné au marché de Buenos Aires alors fermé à cause du blocus : ces chemises rouges étaient à l'origine destinées aux ouvriers des abattoirs et saladeros (en) argentins, leur couleur faisant moins ressortir l'aspect sanglant du travail, aussi Garibaldi pensait-il que les hommes de sa légion qui devaient faire face à une armée de 30 000 hommes ne verraient pas leur sang couler. Cette chemise rouge est un élément essentiel du mythe garibaldien, mais il faut aussi mentionner le chapeau de gaucho et le poncho de la pampa.
Ses liens avec les loges maçonniques lui valent, en 1844, d'être admis chez « Les amis de la Patrie », qui dépend du Grand Orient de France.
Afin de défendre les intérêts de leurs ressortissants, les Français et les Anglais demandent aux Argentins de se retirer et devant leur refus, ils bloquent le port de Buceo et s'emparent de la flotte argentine. Brown retourne à la vie civile. Les relations entre les trois nations se durcissent, ce qui permet à Montevideo, avec le soutien de ses alliés, de desserrer l'étau du blocus.
En avril 1845, Garibaldi embarque sur une nouvelle flottille d'une vingtaine de vaisseaux et avec environ 900 hommes, les alliés débarquent pour occuper et piller Colonia del Sacramento avec la participation des escadres françaises et anglaises,. En septembre il occupe l'île Martín García (île argentine dans le río de la Plata), défendue par dix soldats de la Confédération, et la ville de Gualeguaychú qu'il pille, et en octobre il occupe la ville de Salto.
Le 8 février 1846, sur le territoire de Salto, à proximité de la rivière de San Antonio, affluent du rio Uruguay, Garibaldi et sa légion italienne livrent la bataille de San Antonio contre des forces supérieures de la Confédération, auxquelles ils infligent de nombreuses pertes, et parviennent à se retirer après avoir perdu approximativement le tiers de leurs effectifs. Les répercussions de cette victoire sont immenses, il obtient le statut de héros, sa renommée devient internationale et la presse italienne raconte son exploit. La presse de tous les pays ne se montre pas en sa faveur, notamment le Chili et les États-Unis en raison de l'ingérence des pays européens et des exactions commises lors des conquêtes.
Lorsque Garibaldi, qui est toujours resté en contact avec les patriotes italiens, apprend les bouleversements qui ont lieu en Italie, à savoir l'investiture du pape libéral Pie IX et l'insurrection dans le royaume des Deux-Siciles, il se montre impatient de rentrer en Italie, d'autant plus que la paix semble imminente à Montevideo.
En janvier 1848, Anita rentre à Nice avec ses enfants suivie par Garibaldi en avril accompagné de 63 compagnons alors qu'initialement 150 hommes devaient le suivre. Il laisse la légion italienne aux mains de Antonio Susini.

#### L’Uruguay reconnaissant
À la fin du XIXe siècle, Montevideo a six rues au nom du héros et le pays comprend au moins cinq monuments. Le 4 juillet 1907, date du centenaire de la naissance de Garibaldi, le président José Batlle y Ordóñez décrète une journée de fête nationale et la commémore devant 40 000 personnes. Le 2 juin 1882, cinq jours avant la mort du héros, le Círculo Legionarios y Garibaldinos est créé qui existe encore sous la forme d'une association.

### La première guerre d’indépendance italienne

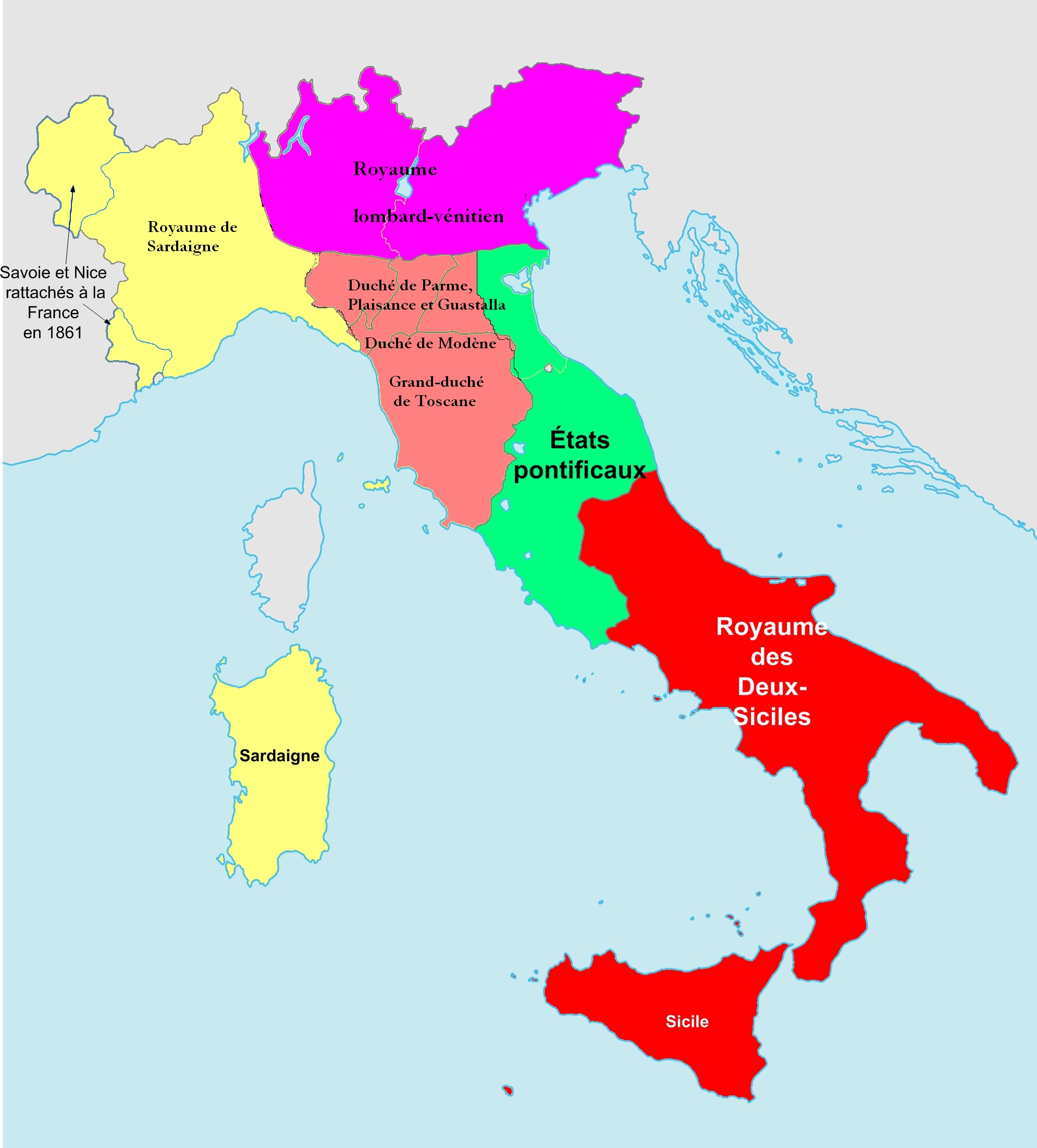
La péninsule italienne en 1848.

#### La situation dans la péninsule italienne
L'Europe connaît au cours de l'année 1848, une série de révolutions par lesquelles les révolutionnaires demandent plus de liberté, et que l'on nomme le printemps des peuples. Elle débute en France et donne naissance à la Deuxième République, s'étend à l'Allemagne, la Roumanie, la Hongrie, la Pologne et l'Autriche.
Les États de la péninsule italienne, États pontificaux, grand-duché de Toscane, royaume de Sardaigne s'engagent dans des réformes constitutionnelles. Milan, lors des « cinq journées de Milan », connaît à son tour son mouvement insurrectionnel contre l'empire d'Autriche qui dirige alors le royaume de Lombardie-Vénétie créé par le congrès de Vienne de 1815. Le roi Charles-Albert de Sardaigne, soutenu initialement par une partie des États de la péninsule, prend fait et cause pour les Milanais et déclare la guerre à l'Autriche.

#### Les événements militaires
Le 23 juin 1848, après 14 ans d’absence, Garibaldi débarque à Nice avec ses compagnons ; la guerre est déjà engagée. Le 29, il quitte Nice pour Gênes avec 150 volontaires. Garibaldi, dont la réputation a précédé la venue, offre son épée au roi de Sardaigne tout en répétant qu'il est républicain, soucieux dans un premier temps de chasser l'Autrichien. Charles-Albert est contesté par les démocrates qui le soupçonnent de vouloir annexer le Milanais, et de ne s'être engagé que lorsque les Autrichiens eurent été chassés.
Il se rend, le 5 juillet, à Roverbella à proximité de Mantoue, pour se proposer comme volontaire auprès du roi Charles-Albert ; celui-ci, prévenu par ses conseillers de sa participation à l'insurrection de Gênes, le reçoit sans enthousiasme et refuse de le voir combattre aux côtés de l'armée régulière. Garibaldi se rend auprès du gouvernement provisoire de Milan qui le nomme général, il y retrouve Mazzini. Bien qu'il y ait eu des échanges de courrier, l'ambiance de la rencontre est froide, les deux hommes sont sur des voies divergentes ; Mazzini a pour objectif la révolution unitaire et républicaine, Garibaldi souhaitant se libérer de l'Autrichien, quitte à mettre de côté, provisoirement, les idées républicaines.
Garibaldi doit rejoindre Brescia avec la légion qu'il a organisée et qu'il nomme «Battaglione Italiano della Morte » (Bataillon italien de la mort, 3 700 hommes dont Mazzini) lorsque la défaite sarde de Custoza a lieu, le 25 juillet. Désormais, l'entreprise du gouvernement provisoire milanais tire à sa fin et, le 9 août 1848, l'armistice est conclu entre l'Autriche et la Sardaigne, ce que Garibaldi reproche violemment à Charles-Albert.
Garibaldi refuse de cesser les combats malgré l'ordre du roi et fait appel à la jeunesse : « L'Italie a besoin de vous… Accourez, concentrez-vous autour de moi ». Il obtient un petit succès sur les Autrichiens qui décident alors de l'anéantir, aussi doit-il renoncer face à la puissance autrichienne. Le 27 août, Garibaldi passe en Suisse, puis en France pour rejoindre Nice. D’Aspre, commandant du IIe corps d'armée autrichien composé de 20 000 hommes, reste impressionné au point de faire son éloge au cours d'une réunion avec un magistrat italien : « l'homme qui aurait puissamment servi votre cause, vous ne l'avez pas reconnu : c'est Garibaldi ».
En septembre, Garibaldi est élu député au Parlement pour le collège de Cicagna, près de Chiavari, il rejoint Gênes le 26 après être passé par différentes localités, partout l'accueil est enthousiaste. Il s'ensuit une période d'incertitude : où intervenir ? Il décide de rejoindre la Sicile, se ravise, et pense regagner Venise qui résiste toujours après avoir constitué la république de Saint-Marc, mais alors qu'il est en chemin, il apprend le départ du pape Pie IX pour Gaète et décide de rejoindre Rome. En effet, après avoir soutenu la cause milanaise, Pie IX fait volte-face et rappelle ses troupes, ce qui provoque la colère des patriotes italiens. Il nomme Pellegrino Rossi chef du gouvernement mais celui-ci est assassiné le 15 novembre, ce qui ouvre la voie à l'émeute, à la fuite du pape et à la proclamation de la République romaine.

### La République romaine
Le 12 décembre 1848, Giuseppe Garibaldi pénètre dans Rome tandis que sa légion de volontaires finit par être stationnée à Rieti. Garibaldi s'engage politiquement, le 21 janvier 1849, il est élu à l'assemblée constituante de la future République qui s'organise autour d’un triumvirat avec Carlo Armellini, Aurelio Saffi et Giuseppe Mazzini, qui n'arrive à Rome que le 6 mars. Le 8 février 1849, la République romaine est proclamée.
L'autre évènement majeur du mois de mars est la reprise des combats contre les Autrichiens par Charles-Albert et la victoire autrichienne de Novare (22-23 mars 1849) qui scelle la défaite définitive des Sardes, le retour des frontières à celles d'avant le début du conflit et l'abandon de Milan.
Le pape Pie IX fait appel à l'aide internationale à laquelle répondent l'Autriche, la France, l'Espagne et Naples. Louis-Napoléon, soucieux d'obtenir l'appui des catholiques français, se réserve l'honneur de rétablir le pape et, le 25 avril, 7 000 hommes commandés par le général Oudinot débarquent à Civitavecchia. Garibaldi, qui a été nommé général de brigade de la République romaine se montre le plus brillant général de l'armée romaine. Il est vainqueur des Français le 30 avril mais il ne met pas à profit sa victoire, sur ordre de Mazzini et pour des raisons d'ordre politique, ce qu'il lui reprochera fermement après le débarquement de nouvelles troupes françaises. C'est la première confrontation entre les deux hommes et Garibaldi gardera alors ses distances à l'encontre de celui qu'il nomme son « maître » (maestro).
Le 9 mai, Garibaldi affronte victorieusement les Napolitains avant de revenir sur Rome en raison de mouvements d'Oudinot. Les forces françaises sont portées à 30 000 hommes, il ne peut alors qu’animer la résistance en raison de la disproportion des forces en présence. Face aux troupes françaises bien entraînées et équipées, il résiste un mois, du 3 juin au 2 juillet, dans des combats féroces où nombre de ses amis tombent : Emilio Morosini, Luciano Manara, Andrea Aguyar. Il devient férocement anticlérical en raison de la position du clergé, en majorité fidèle au pape que soutiennent les Français et les Autrichiens.
Les presses italiennes et internationales suivent les actions de Garibaldi : L'Illustration décrit par une lithographie chaque étape de l'opération, en mars, la proclamation de la République, en avril-mai, le départ du corps expéditionnaire français, son débarquement, et un portrait de Garibaldi avec le titre « Garibaldi, général romain ». Quant au quotidien britannique The Times, il dépêche un envoyé spécial qui ne cache pas son admiration pour Garibaldi.

#### La fuite de Rome et la mort d’Anita

Le parcours de Garibaldi lors de sa retraite après la chute de la République romaine.

Avec la fin de la République romaine, Garibaldi refuse la proposition de l’ambassadeur des États-Unis d'embarquer sur un navire américain et quitte la cité, avec 4 700 hommes qu'il harangue aux cris de « Qui aime l'Italie, me suive ! », avec l'intention de porter la guerre en Ombrie, dans les Marches et en Toscane. Un certain nombre de défenseurs s'exilent en Uruguay, où la guerre sévit encore, grâce à la complicité du consul uruguayen de Gênes. Encerclé par les armées des différentes nations, Garibaldi traverse les Apennins et doit faire preuve d'astuce pour éviter une confrontation directe. Poursuivi par les troupes du feld-maréchal Constantin d'Aspre, avec seulement 1 500 hommes, il se réfugie dans la république de Saint-Marin, le 31 juillet, après avoir déposé les armes, et se déclare réfugié. Il reconnaît que « la guerre romaine pour l'indépendance italienne est finie ».
Il est impossible à ces hommes de rester dans la République, aussi les Autrichiens imposent des conditions drastiques à leur sortie du territoire, inacceptables pour Garibaldi. Son épouse Anita, qui l'a rejoint à Rome le 26 juin et a fait le choix de le suivre dans sa fuite, habillée en homme, tombe malade. Malgré cela, avec 200 hommes, il décide de rejoindre Venise qui résiste encore à l'armée autrichienne.
Le 2 août 1849, Garibaldi s'empare, à Cesenatico, de 13 bateaux de pêche afin de rejoindre, avec ses hommes, Venise qui est tombée le 22 juillet.
Le 3 août, lors de l'attaque d'un brigantin autrichien, 8 barques tombent aux mains des Autrichiens, 162 légionnaires sont capturés, un certain nombre est fusillé. Garibaldi accoste dans une des îles de la lagune de Comacchio. L'état de santé d'Anita a empiré, ils rejoignent une petite maison de pêcheur, où elle meurt le 4 août et est enterrée sur place. La nuit même, il reprend la route afin de rejoindre le royaume de Sardaigne. Après un long périple, le 5 septembre, il atteint Chiavari, en Ligurie.

#### De nouveau l’exil

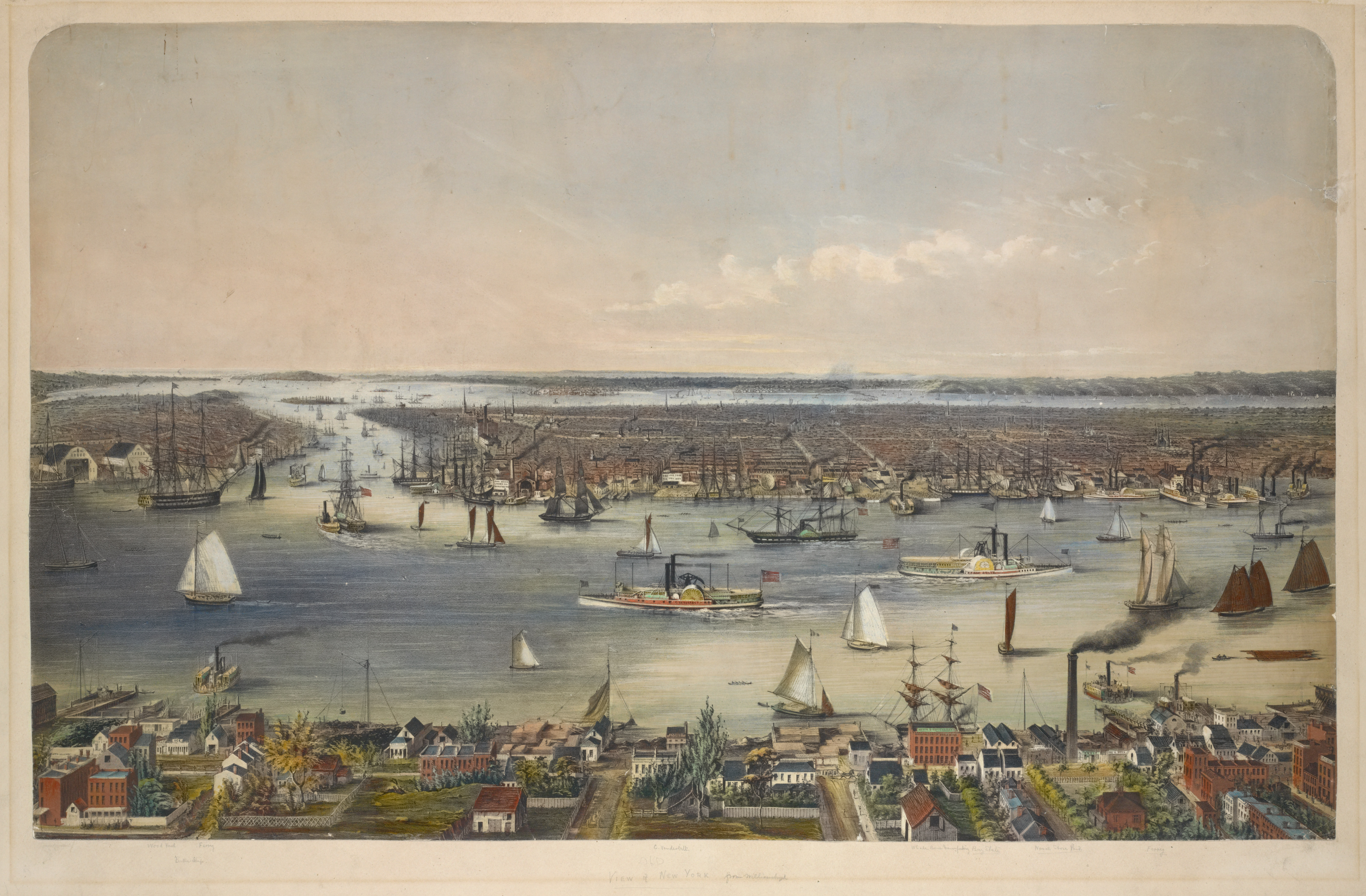
Le port de New York en 1848.

La Marmora, commissaire extraordinaire à Gênes du royaume de Sardaigne, soucieux de rendre Garibaldi politiquement inoffensif, le fait arrêter. Les autorités l’informent qu'elles souhaitent qu’il quitte le territoire, ce qu’il accepte après s’être rendu à Nice auprès de sa famille. Le 16 septembre, il embarque pour Tunis qui le refuse, puis Cagliari, l’archipel de La Maddalena, Gibraltar avant d'arriver, le 14 novembre, à Tanger. Il reprend la rédaction de ses mémoires, commencées à la Maddalena et après quelques mois, le 27 juin 1850, il débarque à New York dans l’espoir de reprendre son activité de marin. Jusqu’en mars 1851, il travaille dans l’usine de chandelles d’Antonio Meucci, connu pour avoir inventé le téléphone avant Alexander Graham Bell. Il part pour le Pérou pour s'engager comme capitaine dans la marine et parcourir le monde. En janvier 1852, il obtient la citoyenneté péruvienne et le commandement du bateau Carmen avec lequel il part pour la Chine vendre du guano puis il se rend à Manille et en Australie. En janvier 1853, il est à Lima et de retour à Boston le 6 septembre puis à New York où il quitte son poste de capitaine en raison d’un désaccord financier avec l’armateur. Sa mère meurt le 20 mars 1852.
Le 16 janvier 1854, Garibaldi, aux commandes du bateau à voile Commonwealth, appareille de Baltimore. Il arrive à Londres le 11 février où il rencontre Mazzini. Mazzini a en tête d’envoyer Garibaldi en Sicile qu’il sent prête à l’insurrection. Cependant Garibaldi n’entend pas s’impliquer dans une aventure compromise dès le départ, et désire faire avaliser son action par les autorités reconnues. En février 1854, il dit au révolutionnaire russe Alexandre Herzen, en exil à Londres, que contre une armée organisée et équipée comme celle de la France ou de l’Autriche, il faut obligatoirement une armée également équipée aussi apporte-t-il son soutien au royaume de Sardaigne. Le 6 mai, Garibaldi part de Newcastle pour Gênes. Le désaccord entre Mazzini et Garibaldi est rendu public par la presse et ce dernier finit par prendre ses distances.
De retour en Italie, il s’installe à Nice (le 10 mai 1854) avant d’acheter, en décembre 1855, la moitié de l’île de Caprera (île de l'archipel sarde de la Maddalena) pour le prix de 35 000 lires issues de l’héritage qu'il reçoit après la mort de son frère Felice. Il commence la construction d’une maison avec des amis, puis il reprend sa vie de marin. Il commande un bateau sarde, le Salvatore. En 1857, il s’installe à Caprera où il est paysan, forgeron et éleveur, possédant des oliviers, et un vignoble. En 1865, des admirateurs lui achètent le reste de l’île.

### La deuxième guerre d’indépendance italienne

#### La situation sarde
Cavour, président du Conseil du royaume de Sardaigne, engage la Sardaigne dans la guerre de Crimée afin de se rapprocher de la France de Napoléon III. À la suite de l'entretien de Plombières et au traité d'alliance franco-sarde, Cavour obtient un accord d’assistance de la France en cas d'agression de l'Autriche. Cavour met au point une série de provocations, et l'Autriche tombe dans le piège. Le 26 avril 1859, elle ouvre les hostilités contre la Sardaigne, ce qui déclenche l'exécution des conditions de l'alliance franco-sarde. Le 27 avril 1859, les Autrichiens passent la frontière du Tessin, et, le même jour, les Français franchissent les Alpes.

#### Garibaldi et les chasseurs des Alpes

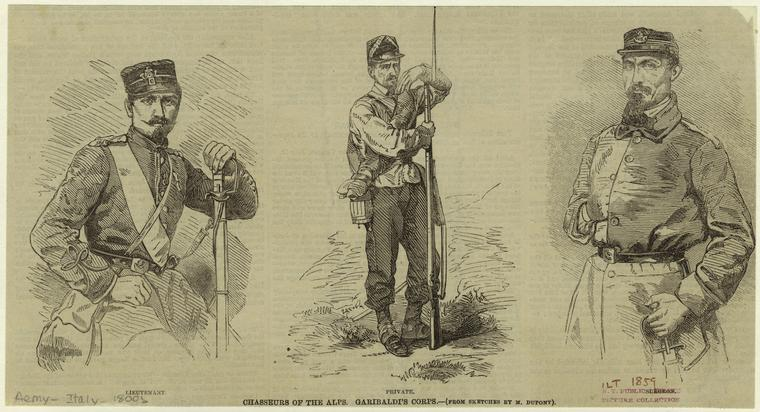
Uniforme des chasseurs des Alpes.

En 1858-1859, Cavour, que Garibaldi a rencontré pour la première fois en 1856, envisage de l'utiliser activement dans la guerre qui se prépare, en le mettant à la tête des volontaires. Il recrute 3 200 hommes qui deviennent, le 17 mars, le corps des chasseurs des Alpes sous l'autorité de Cialdini, Garibaldi est nommé major-général. Il rencontre pour la première fois Victor-Emmanuel II.
Garibaldi assume la défense de Turin depuis le lac Majeur avec l'autorisation de recruter de nouveaux volontaires. Le 23 mai, il commence une brillante campagne en Lombardie septentrionale. Le 26 mai, il repousse les Autrichiens du général Karl von Urban devant Varèse puis après avoir battu l'armée autrichienne à la bataille de San Fermo, il occupe la ville de Côme. Pour ses actions, il reçoit la médaille d'or de la valeur militaire. Le Journal des débats, Le Siècle, The Times relatent ses entreprises et Marx et Engels en parlent régulièrement dans le New-York Daily Tribune.
Il poursuit les opérations sous les ordres de l'état major, les volontaires sont, en juin, 12 000 lorsque le 8 juillet 1859, Napoléon III propose un armistice qui est signé le 20, mettant fin à la deuxième guerre d'indépendance italienne. La Lombardie rejoint le royaume de Sardaigne tandis que Venise reste autrichienne, et que les petits duchés (Florence, Parme, Modène) sont rétablis, ce qui anéantit les espoirs des libéraux et provoque la démission de Cavour. Les petits duchés déclarent leur annexion au royaume de Sardaigne et, le 10 août, une ligue militaire est formée et confiée à Garibaldi, qui accepte après avoir démissionné de l'armée sarde.
Ce poste d'organisateur, qui n'est en rien opérationnel, ne convient pas à Garibaldi ; Turin envoie alors Manfredo Fanti pour le remplacer, il est nommé chef de l’ensemble des troupes et Garibaldi second. Placé sous l'autorité de Franti, il se trouve alors dans l’impossibilité de mener l'action qu'il convoite et pour laquelle Mazzini apporte son soutien : tenter une invasion des Marches et de l'Ombrie pontificales. Une succession de décisions contradictoires le conduit à démissionner, le 15 novembre, à la demande de Victor-Emmanuel II.
En mars 1860, après que les duchés ont manifesté par plébiscite leur volonté d'entrer dans le royaume de Sardaigne, Garibaldi est élu député de Nice. Lors de la réunion du 2 avril, le Parlement apprend la décision de Victor-Emmanuel II et de Cavour de céder Nice et la Savoie à la France. Le 12 avril, Garibaldi prend la parole au Parlement pour demander, sans succès, le renvoi de la date du plébiscite. Le 15 avril, Nice devient française. Garibaldi, en désaccord, démissionne de son mandat.
Dans une dernière lettre adressée au Parlement turinois, Garibaldi s’indigne : « À Nice, les prêtres et quelques hommes vendus ou égarés ont conduit les foules ahuries à l’urne. L’annexion de Nice fut par conséquent un délit… ». Selon le journaliste et historien Philippe Jerôme, « cette réaction virulente de Garibaldi a des raisons sentimentales. « Peppino » a passé son enfance sur les quais du port de Nice. Anita, sa première épouse brésilienne, morte, en 1849, alors qu’elle était enceinte de six mois, est enterrée à Nice. Mais le fond de son refus est, bien sûr, politique. Car, avant d’être niçois, italien ou français, le franc-maçon Garibaldi est profondément républicain. Il ne vote « non » qu’à une certaine France, celle du second Empire autocratique, celle de la diplomatie de Napoléon III, celle du « parti de l’ordre », clérical et royaliste ».

### L’expédition des Mille

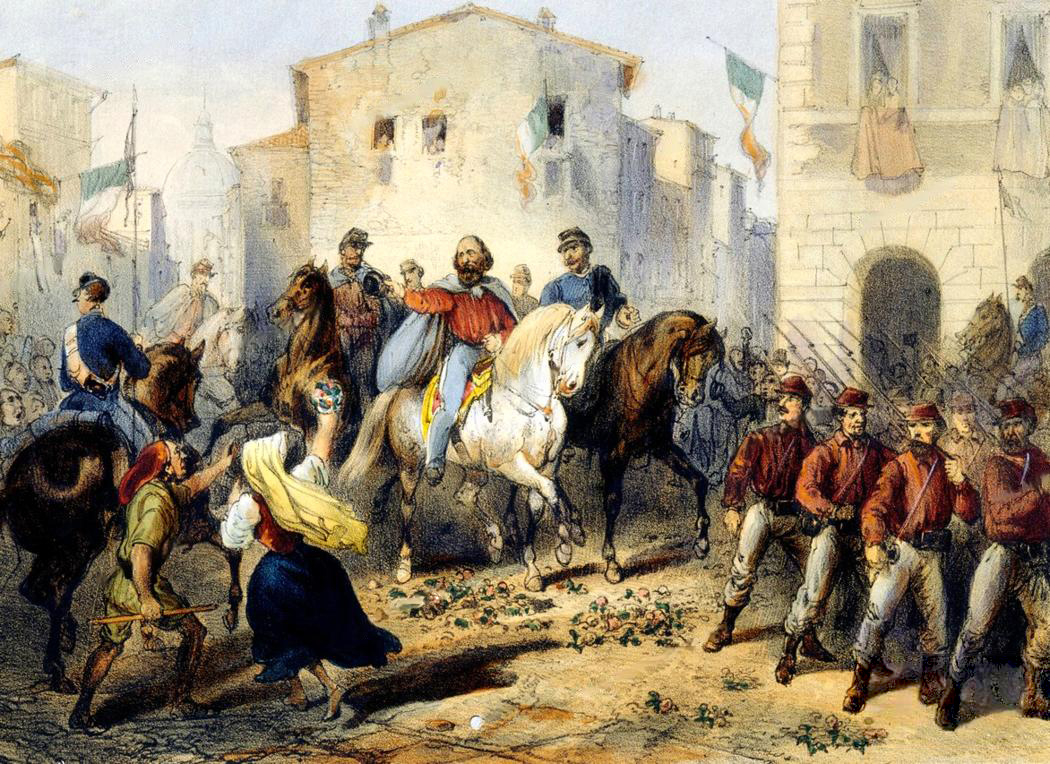
L'entrée de Garibaldi à Messine.

#### La campagne militaire
En avril 1860, Garibaldi est sollicité pour prendre la direction d'une expédition destinée à soutenir la révolte qui a commencé à Palerme, en Sicile. Après des hésitations, il décide de participer à l'invasion du royaume des Deux-Siciles ; le nombre de volontaires atteint un millier d'hommes, ce qui a donné son nom de légende à l'entreprise. Garibaldi est soutenu, avec prudence, par le gouvernement du royaume de Sardaigne.
L'embarquement des troupes a lieu dans la nuit du 5 au 6 mai à Quarto, près de Gênes, et le voyage commence dans le désordre en raison d'un départ sans munitions ni charbon. Le 11 mai, les deux navires, le Piemonte et le Lombardo, arrivent en Sicile et débarquent à Marsala, bénéficiant de la protection de deux navires britanniques à l'entrée du port.

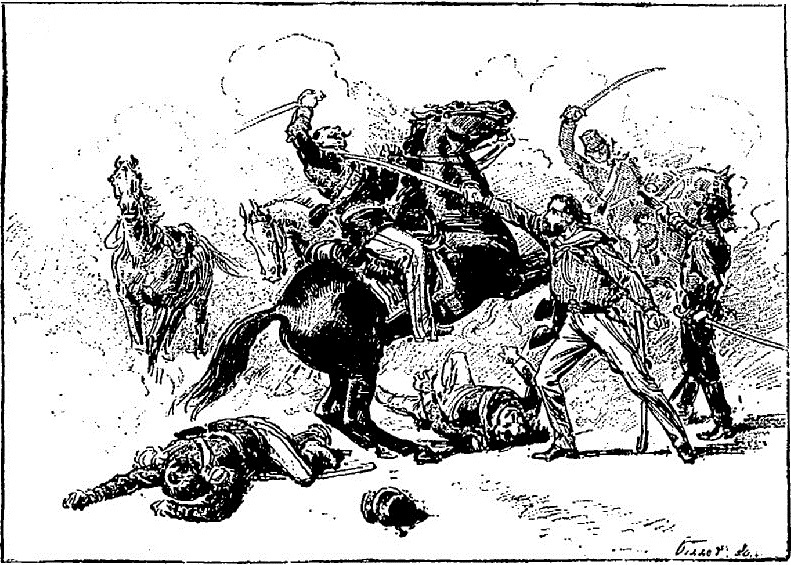
Garibaldi et Missori attaqués par quatre dragons, à la bataille de Milazzo (L'Univers illustré, 1884).

Les combats tournent à l'avantage des garibaldiens aidés par les Siciliens : ils remportent sur les troupes de François II la victoire de Calatafimi le 15 mai 1860, s'emparent de Palerme le 27 mai et viennent à bout d'une contre-offensive napolitaine aux abords du détroit de Messine, à Milazzo, le 20 juillet.
Depuis mai, Garibaldi s'est proclamé dictateur (au sens romain du terme) au nom de Victor-Emmanuel II et, en juin, il forme un gouvernement. Dès lors, Garibaldi poursuit sa conquête sur le continent et marche sur Naples qu'il prend le 7 septembre 1860.
Garibaldi souhaite que le rattachement de ses conquêtes au royaume de Sardaigne se fasse après la fin de sa campagne militaire. De plus, il préfèrerait l'idée avancée par Mazzini d'une assemblée constituante, élaborant le statut de la nouvelle nation italienne, à l'application du statut albertin de Turin. Ainsi promulgue-t-il le 23 juin, un décret renvoyant à un parlement sicilien futur, élu au suffrage universel direct, le choix de l'avenir de l'île, ce que soutient Crispi et Cattaneo. Cavour organise une expédition pour empêcher la consolidation du pouvoir de Garibaldi, craignant qu'il ne forme une république. Les troupes Sardes battent l'armée pontificale à Castelfidardo. Garibaldi affronte et vainc les 20 000 soldats de l'armée des Bourbons à Volturno.
Les plébiscites de la Sicile et de Naples ratifient le rattachement du royaume des Deux-Siciles à la Sardaigne. Le 26 octobre, près de Teano, Garibaldi rencontre Victor-Emmanuel II et salue en lui le roi d'Italie, ce qui lui apporte la caution de l'Italie républicaine. L'historien anglais Denis Mack Smith, dont les travaux portent sur l'histoire de l'Italie du Risorgimento à nos jours, porte un jugement négatif sur le personnage de Garibaldi, le qualifiant de « modéré et empiriquement non-révolutionnaire », « prudent » et « étatique ».

#### L’épilogue
Le 9 novembre 1860, Garibaldi se retire à Caprera après avoir refusé toutes récompenses, ce qui fascine ses contemporains presque autant que son entreprise.
Garibaldi est le véritable artisan de l'unification du royaume d'Italie qui est proclamé le 17 mars 1861. Lorsqu'il entre le lendemain dans l'enceinte du parlement italien, après avoir été élu au premier parlement italien, les députés l'accueillent debout en l'applaudissant,.
C'est pour lui l'occasion de prendre position, il manifeste son désaccord au refus des autorités et particulièrement de Fanti, ministre de la Guerre, d'intégrer les volontaires de l'armée méridionale dans l'armée régulière et affirme avec force « qu'il ne pourrait serrer la main à ceux qui l'ont fait étranger dans sa patrie », faisant référence à la cession de Nice à la France. Il accuse le gouvernement d'avoir voulu « une guerre fratricide ». Cavour réagit violemment demandant, en vain, au président de la Chambre Rattazzi de rappeler Garibaldi à l’ordre. La séance est suspendue. Nino Bixio tente dans les jours suivants une réconciliation tandis que Cialdini l'attaque violemment. Garibaldi, qui est retourné à Caprera, obtient en partie gain de cause. Après quelques jours, nombre de ses officiers ainsi qu'une partie de l'armée méridionale sont intégrés. Cavour meurt le 6 juin sans que leurs relations ne se soient améliorées.

### L’épisode de la guerre de Sécession

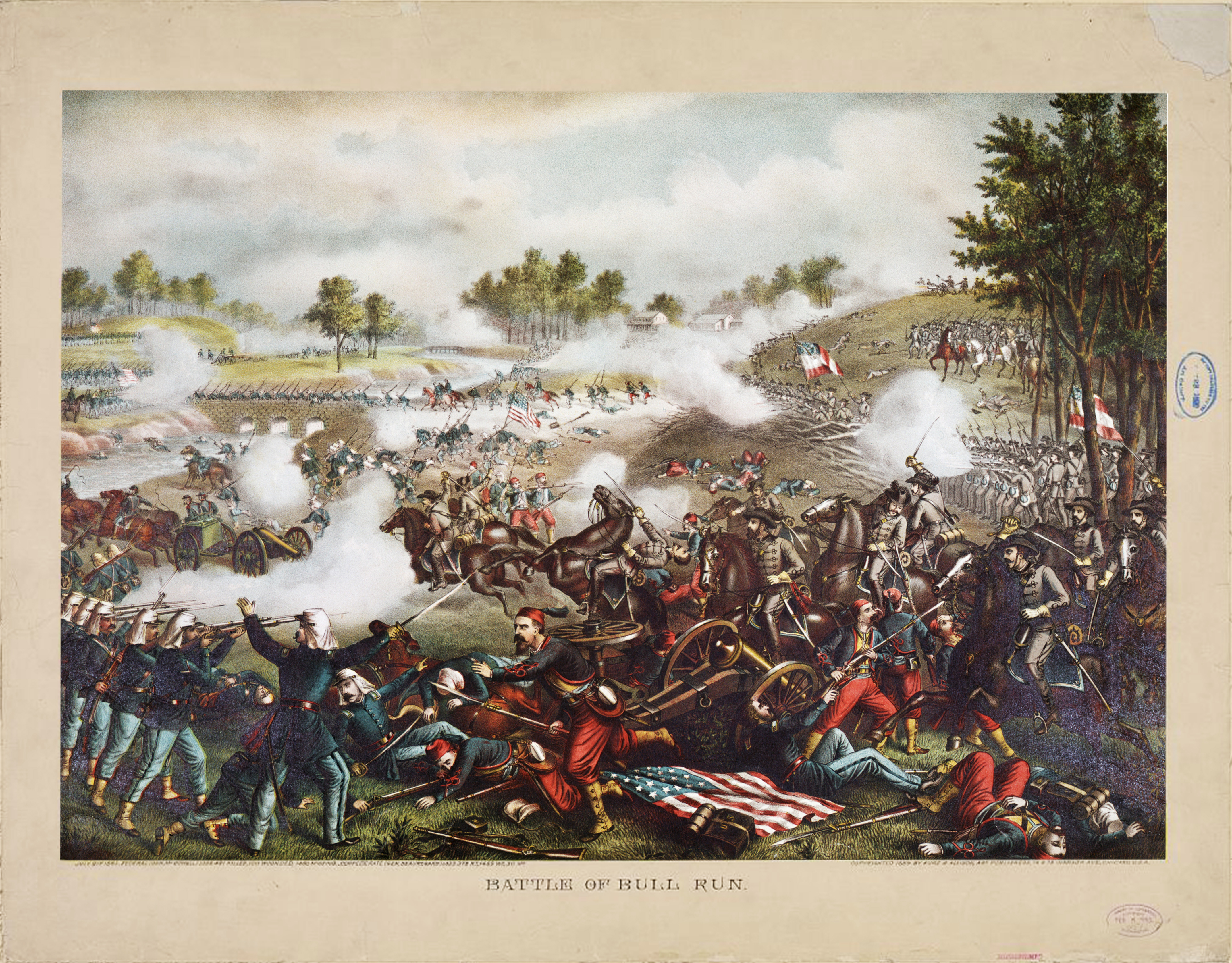
La bataille de Bull Run Run où les armées de l'Union sont défaites.

Au printemps 1861, le colonel Candido Augusto Vecchi, à la demande de Garibaldi, écrit au journaliste américain Henry Theodore Tuckerman, exprimant la sympathie de Garibaldi pour l'Union. Garibaldi est en admiration devant John Brown, un abolitionniste qui en appela à l'insurrection armée pour abolir l'esclavage.
Après l'échec de la bataille de Bull Run, le président Lincoln se désespère de l'inexpérience de ses généraux. Le consul américain à Anvers, James W Quiggle, écrit à Garibaldi que les États-Unis ont besoin de lui : « des milliers d'Italiens et de Hongrois qui se précipiteraient dans vos rangs, et des milliers et des dizaines de milliers de personnes qui connaîtraient la gloire d'être sous les ordres du Washington de l'Italie,, ». En septembre, l'ambassadeur américain de Belgique, Henry Shelton Sanford, soutenu par l'ambassadeur américain à Turin, George Perkins Marsh, propose à Garibaldi de prendre part à la guerre de Sécession américaine en qualité de commandant de division dans l'armée de l'Union. Une telle proposition ne peut pas avoir été faite sans l'aval de Lincoln et du Secrétaire d'État William Henry Seward.
Garibaldi fait deux demandes : il veut une résolution décisive pour l'émancipation des esclaves et le commandement suprême bien qu'il sache depuis le 4 juin 1861 par une lettre de Quiggle que « l’émancipation n'est pas dans les intentions du gouvernement fédéral ». Il souhaite aussi sa mise en disponibilité par Victor-Emmanuel II, qui accepte, mettant fin à l'espoir d'une initiative imminente concernant Rome ou la Vénétie Avec de telles exigences, les négociations cessent, les Américains ne sont pas disposés à confier le commandement suprême à un étranger même s'il dispose d'un passeport américain, concédé par le maire de New York au cours de son exil des années 1855.
Le 1er septembre 1862, Theodor Canisius, consul américain à Vienne, reprend des contacts. Cependant Garibaldi, blessé au cours des combats d'Aspromonte, refuse la proposition : « Monsieur, je suis prisonnier et gravement blessé, par conséquent, il m'est impossible de disposer de moi-même. Cependant je crois que, si je retrouve ma liberté et que mes blessures guérissent, viendra l'occasion qui me permettra de satisfaire mon désir de servir la grande République américaine dont je suis un citoyen, et qui maintenant combat pour la liberté universelle ».

### Roma e Venezia

#### L’action politique
Dès le milieu des années 1850, le Sardaigne voit naître des sociétés ouvrières qui ont pour vocation de se substituer aux insuffisances de l’État providence et d’aider les travailleurs à prendre en charge les risques tels que les accidents, la maladie ou la perte d’emploi. En 1860, les sociétés s’impliquent politiquement, demandant l’élargissement du droit de vote et, avec l’unité de l’Italie, elles se développent dans toute la péninsule, les mazziniens exerçant une pression afin d’accroître l’empreinte patriotique.
Le gouvernement italien, quant à lui, tente d’organiser le nouvel État : déploiement de la structure administrative sarde, création d’un marché unique pour développer l’économie, lutte contre le brigandage que Ricasoli, alors président du conseil, impute aux Bourbons de Naples exilés à Rome, chez Pie IX.
Le 9 mars 1862, Garibaldi prend la présidence de l’Assemblée des associations démocratiques et des sociétés réunies à Gênes et exhorte les membres à l’unité. En raison des dissensions, garibaldiens et mazziniens affluent dans l’Association émancipatrice italienne (Associazione Emancipatrice Italiana) qui propose Rome comme capitale pendant que Garibaldi rencontre Victor-Emmanuel II qui ne répond pas à ses attentes.

#### Les tentatives militaires
Garibaldi envisage une expédition dans les Balkans, cette « poudrière » qui enflammerait l'Europe centrale, afin de chasser les Autrichiens de Venise tandis que le gouvernement, visant un objectif à long terme, autorise la constitution, dans toute l'Italie, de sociétés nationales de tir afin de former les jeunes au maniement des armes. Garibaldi en prend la vice-présidence. Pour les démocrates, contrairement au gouvernement, l'annexion de Rome et de Venise est toujours à l'ordre du jour.
Début mai 1862, Garibaldi se rend à Trescore Balneario, près de la frontière autrichienne. Les agitateurs du Parti d'action provoquent l'Autriche qui proteste. Le 14 mai, une centaine de volontaires, commandés par Francesco Nullo et soutenus par Garibaldi contre l'avis de l'Association émancipatrice qui craint une guerre, tentent de pénétrer en Autriche et sont arrêtés par l'armée italienne. Une manifestation de soutien à Brescia provoque la mort de trois personnes, Garibaldi assume la responsabilité du coup de force et condamne la répression.
En Europe l'émotion est énorme et l'Italie se divise. Les modérés en appellent au respect des lois et les militaires se sentent offensés par les paroles de Garibaldi qui les accuse d'avoir tiré sur des Italiens. Il prend ses distances avec l'Association émancipatrice et décide de ne plus divulguer ses intentions.

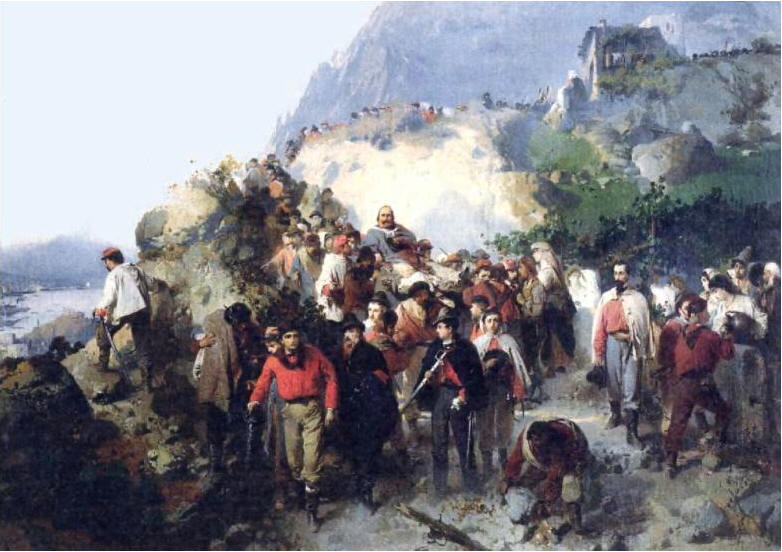
La bataille de l'Aspromonte où Garibaldi est blessé et défait par les troupes italiennes.

Le 27 juin 1862 il embarque à Caprera, rejoint Palerme où il est accueilli par une population en liesse. Il parcourt les lieux emblématiques de son expédition jusqu'à Marsala (20 juillet) où il commence sa campagne pour prendre Rome avec 3 000 hommes. Cependant les conditions ne sont pas les mêmes, les hommes dont il dispose ne sont pas prêts au sacrifice pour un grand idéal, ses valeureux officiers font désormais partie de l'armée régulière italienne et l'opération ne bénéficie pas du soutien de l'opinion publique. Malgré les appels de Victor-Emmanuel II, Garibaldi pense avoir son soutien car aucune force ne s'interpose jusque-là.
Napoléon III, l'unique allié du nouveau royaume d'Italie, a mis Rome sous sa protection et cette opération met dans l'embarras le gouvernement italien qui décide d'arrêter Garibaldi en Calabre en envoyant l'armée régulière.Un jour étant blessé dans les forêts de l'Aspromonte Garibladi fut soigné dans une hutte de bucheron par Francesco Cannizzaro (habitant de Sant'Alessio in Aspromonte).
Garibaldi cherche à éviter l'affrontement en passant par une voie au cœur de la montagne de l'Aspromonte. Il est intercepté par les troupes de Emilio Pallavicini, les bersagliers italiens ouvrent le feu tandis que leurs adversaires ripostent mollement, Garibaldi ayant donné l'ordre de ne pas tirer. Il est alors blessé à la cuisse gauche et au pied gauche, la balle restant logée dans l'articulation,. Garibaldi hors de combat, l'affrontement cesse et le général est arrêté. Le 2 septembre, il est conduit à La Spezia et enfermé dans la prison de Varignano. La balle n'ayant pas été retirée, la blessure au pied ne cicatrise pas. Un grand nombre de médecins se succèdent à son chevet, dont le Français Auguste Nélaton le 28 octobre. Celui-ci, convaincu que la balle est toujours présente, donne une méthode pour l'extraire. Le 20 novembre, Garibaldi est transporté à Pise où il est examiné par le professeur Paolo Tassinari, et le 23 novembre le professeur Ferdinando Zannetti extrait la balle de fusil selon la méthode préconisée par Nélaton. Garibaldi ne retrouve ses pleines facultés qu'en août 1863. En octobre, le général ainsi que ses hommes sont amnistiés par Victor-Emmanuel II sur recommandation de Napoléon III afin de ne pas en faire un martyr. Entre-temps, Garibaldi soutient la révolte des Polonais contre l'Empire russe.

### De retour au Royaume-Uni

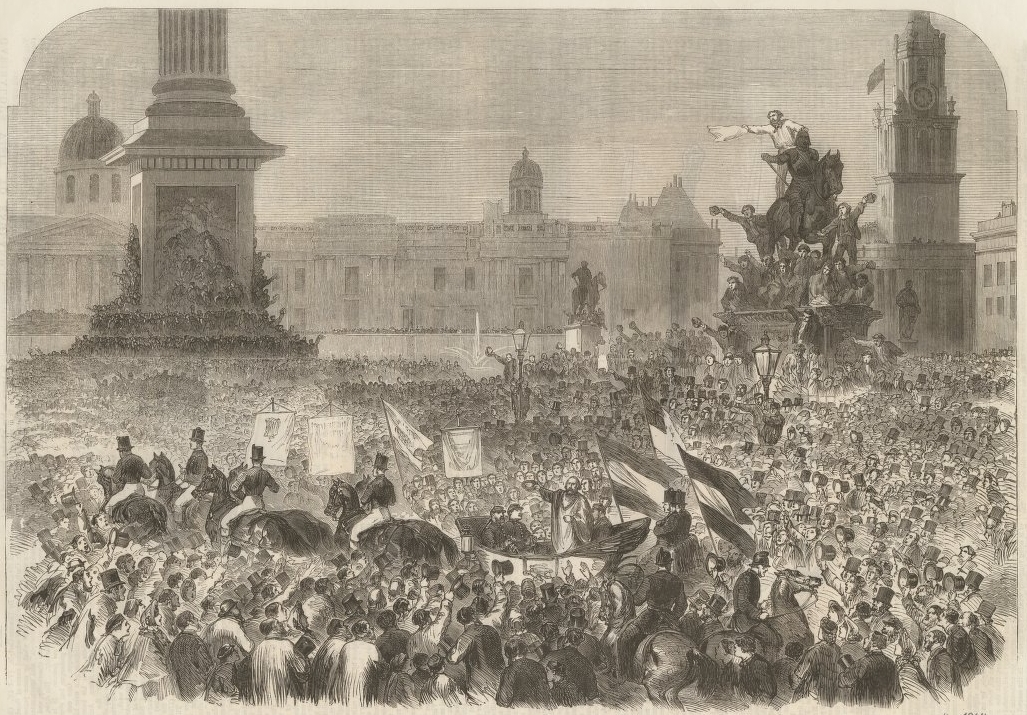
L'accueil enthousiaste de Garibaldi à Londres (The Illustrated London News, 23 avril 1864).

En mars 1864, Garibaldi se rend au Royaume-Uni avec ses fils Menotti et Riciotti et son secrétaire particulier Giuseppe Guerzoni contre l'avis du gouvernement britannique qui craint ses prises de position et la rencontre avec des exilés tels que Mazzini. Il débarque à Southampton, se rend à Portsmouth puis Londres (11 avril) où il reçoit à chaque fois un accueil enthousiaste voire triomphal (500 000 personnes à Londres). Il est reçu par les plus hautes autorités civiles, les maires, les aristocrates, les lords. Il est l’hôte du duc de Sutherland et le maire lui confère la citoyenneté honoraire. Seule la partie la plus conservatrice ne partage pas cet enthousiasme, la reine Victoria déclare « Honnête, désintéressé et courageux, Garibaldi l'est certainement, mais c'est un chef révolutionnaire ».
Durant son séjour, Garibaldi rencontre aussi Mazzini, dont il espère qu'il récolte de l'argent pour la Vénétie, Alexandre Herzen, des exilés français : Alexandre Ledru-Rollin et Louis Blanc. Le 17 mars, sous la pression de Turin, il est éloigné de Londres. Il entame alors une série de visites, puis il décide de rentrer en Italie. Le 9 mai, il est de retour à Caprera. En 1865, la seconde moitié de l'île lui est offerte par une souscription de donateurs britanniques.

### La Troisième guerre d’indépendance

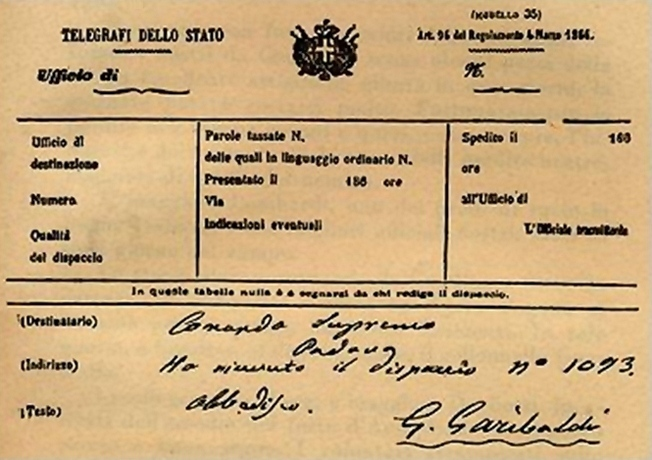
Le télégramme par lequel Garibaldi obéit.

La Prusse revendique de l'Autriche les duchés du Schleswig et du Holstein, l'enjeu est de prendre l'ascendant au sein de la confédération germanique. Par un traité du 8 avril 1866, la Prusse s'allie à l'Italie qui espère toujours obtenir la Vénétie, et mi-juin la guerre débute.
Avant même le début de la guerre, le corps de volontaires, composé de 10 régiments, soit presque 40 000 hommes mal armés et mal équipés, est organisé avant d'être confié au commandement de Garibaldi. Une fois encore, la mission est la même que celle menée autour des lacs lombards en 1848 et 1859 : agir dans une zone d'opération secondaire, les Préalpes entre Brescia et le Trentin, à l'ouest du lac de Garde, avec l'objectif stratégique de couper la route entre le Tyrol et la forteresse autrichienne de Vérone. L'action stratégique principale est confiée aux deux grandes armées en plaine, dirigées par Alfonso La Marmora et Enrico Cialdini.
Garibaldi contourne Brescia puis passe à l'offensive à Ponte Caffaro le 24 juin 1866. Le 3 juillet à Monte Suello, il subit un revers et il est blessé à la cuisse mais contraint les Autrichiens au repli. Avec la victoire de la bataille de Bezzecca et Cimego le 21 juillet, il s'ouvre la route vers Riva del Garda et donc l'imminente occupation de Trente empêchée par la trêve, le 12 août 1866, en raison de la victoire prussienne de Sadowa. En cette occasion, il reçoit la nouvelle de l'armistice et l'ordre d'abandonner le territoire occupé. Il répond télégraphiquement « j'obéis ». La Vénétie est cédée à l'Italie, Garibaldi redevient un simple citoyen et rejoint Caprera.

### La dernière tentative pour conquérir Rome

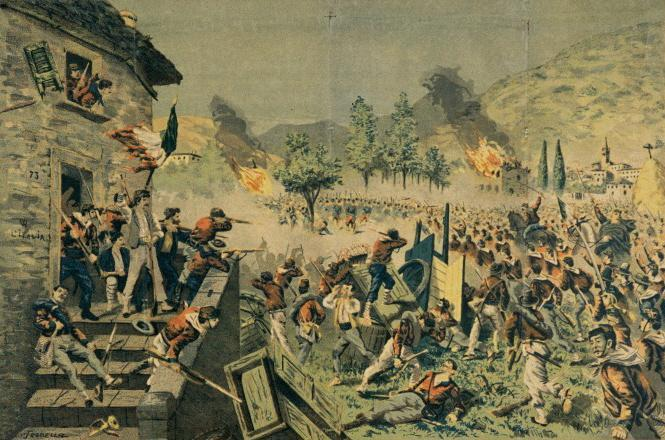
Archimede Tranzi, La bataille de Mentana, le 3 novembre 1867.

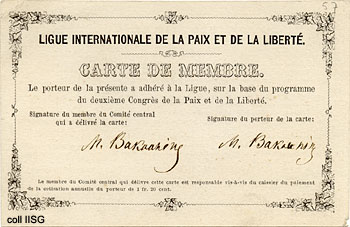
Carte de membre de la ligue de la Paix et de la liberté.

Rapidement, Garibaldi reprend sa croisade pour conquérir Rome. Il crée des associations pour récolter des fonds et tient des discours particulièrement anticléricaux. Les conspirateurs romains le sollicitent et le 22 mars 1867, il reprend le titre de général qui lui a été conféré par la République romaine. Initialement l'opinion publique le soutient, contrairement au gouvernement. Comme par le passé, il essaie de fomenter la rébellion dans les États pontificaux afin de justifier une intervention. Crispi le met en garde contre un nouveau Aspromonte.
Après les résolutions des ouvriers français et allemands contre la guerre, il participe, en septembre 1867, au Congrès international pour la Paix et la liberté à Genève, congrès pacifiste où il est reçu triomphalement, proposant un programme visionnaire en 12 points qui annonce la Société des Nations mais qui choque par son anticléricalisme et son ton belliqueux,. Parmi les participants, on compte Arago et Bakounine. L'intervention de ce dernier est particulièrement remarquée : « Garibaldi, qui présidait, se leva, fit quelques pas et lui donna l'accolade. Cette rencontre solennelle des deux vieux combattants de la révolution produisit une impression étonnante. Tout le monde se leva et il y eut des applaudissements prolongés et enthousiastes ».
Après son retour en Italie, le 24 septembre 1867, Garibaldi est arrêté alors qu'il quitte Florence, la capitale d'alors, pour la frontière avec les États pontificaux, ce qui déclenche de violentes manifestations. Il est assigné à résidence sur son île de Caprera, dont il s'évade dès octobre pour reprendre son combat.
Il organise la nouvelle expédition sur Rome (la troisième) communément appelée « campagne de l'Agro Romano pour la libération de Rome », cette fois de Terni : il prend la place-forte de Monterotondo mais la révolution tant attendue à Rome n'a pas lieu. Le 30 octobre 1867, les troupes françaises débarquent à Civitavecchia et Garibaldi est battu de manière décisive le 3 novembre 1867 lors de la bataille de Mentana, par les troupes du pape et les renforts, dotés des nouveaux fusils Chassepot, envoyés par Napoléon III. Victor-Emmanuel II, quant à lui, confirme les accords franco-italiens et désavoue l'initiative garibaldienne. Une dépêche du général de Failly, datée du 9 se terminant par ces mots : « Nos fusils Chassepot ont fait merveille » provoque de vives critiques en France et en Italie.
Garibaldi est de nouveau arrêté du 5 au 25 novembre avant de retourner à Caprera. Avec cet échec, son image auprès de la population et de la gauche parlementaire est atteinte, celle-ci ne compte plus sur lui pour mener le combat de la démocratie au sein des institutions.
Il faut attendre la défaite de l'Empire français et la capitulation de Napoléon III du 2 septembre 1870 pour que Rome soit conquise par les troupes italiennes le 20 septembre 1870. Le 2 octobre 1870, Rome est rattachée à l'Italie à la suite d'un plébiscite. Le rêve italien de Garibaldi est réalisé, mais par l'armée régulière italienne.

### Guerre de 1870-1871

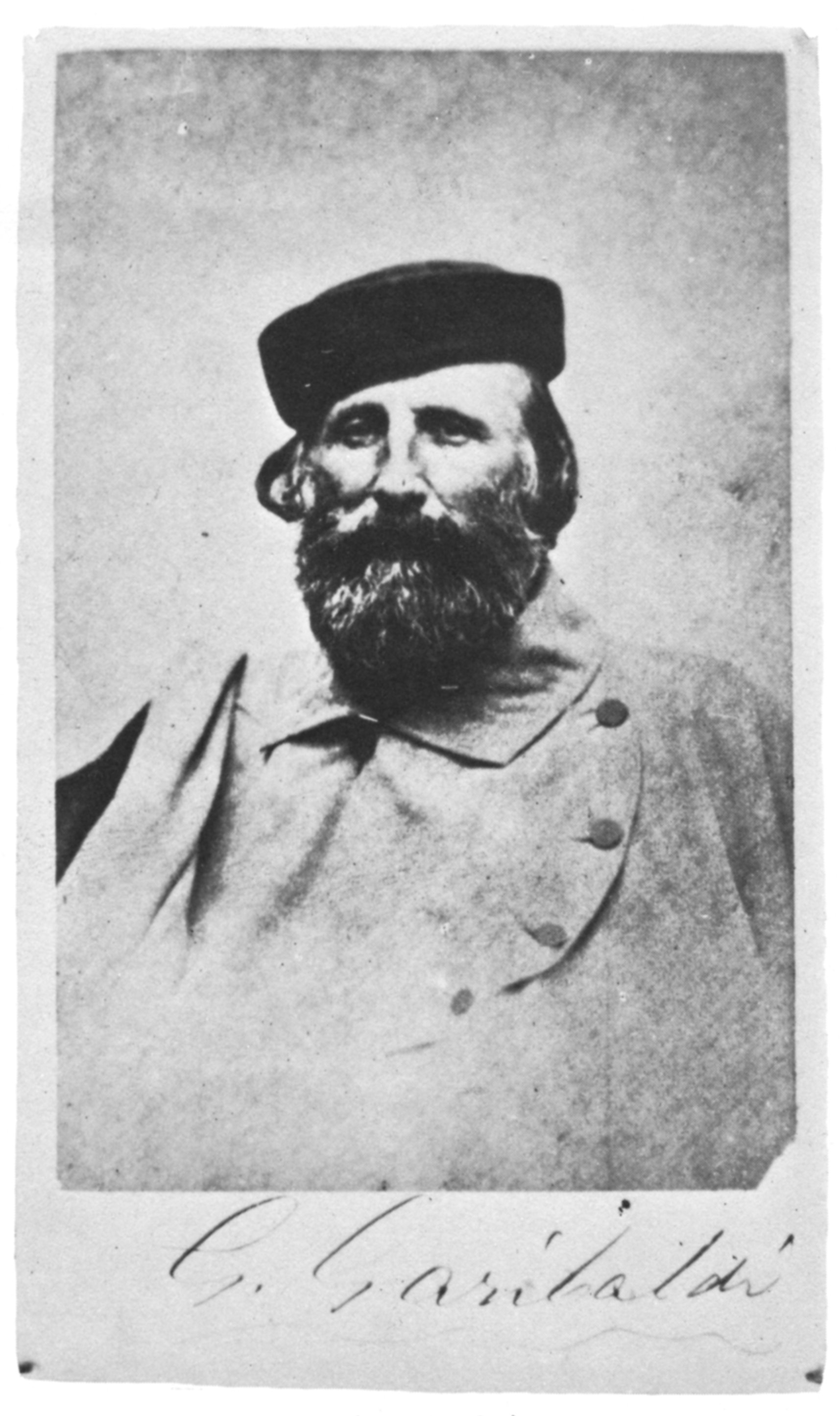
Garibaldi photographié par Nadar en 1870.

#### Au service de la République française
Deux jours après la défaite de Sedan pendant la guerre franco-prussienne de 1870, au cours de laquelle Napoléon III est fait prisonnier, une révolution à Paris abat le Second Empire et la Troisième République est proclamée,. Garibaldi suit les événements de près. À la proclamation de la République, il envoie un message au Gouvernement de la Défense nationale, qui reste sans réponse « Ce qui reste de moi est à votre disposition, disposez, ». La frange conservatrice et catholique ne voit en lui qu'un révolutionnaire et l'adversaire de 1849 et 1867. Finalement, certain du soutien des Comités populaires et de personnalités du gouvernement, Garibaldi, bien qu'affaibli par son arthrite, embarque pour Marseille où l'accueil est enthousiaste (7 octobre),. Il réitère son soutien à la France républicaine : « Je viens donner à la France ce qui reste de moi. La France est une patrie que j'aime », « J'étais trop malheureux quand je pensais que les républicains luttaient sans moi ».

#### Commandant de l'Armée des Vosges
Il rejoint Tours, siège de la délégation gouvernementale hors de Paris assiégé. Gambetta, ministre de l'Intérieur et de la Guerre et organisateur de la lutte contre les Prussiens ne lui offre qu'un petit commandement, aucun officier supérieur français n'acceptant d'être sous ses ordres,. Craignant le départ de Garibaldi, Gambetta lui confie le commandement de tous les corps francs de la zone des Vosges, de Strasbourg à Paris et une brigade de gardes mobiles qui, comme il en a l'habitude, sont mal armés et mal équipés pour affronter un hiver particulièrement froid.

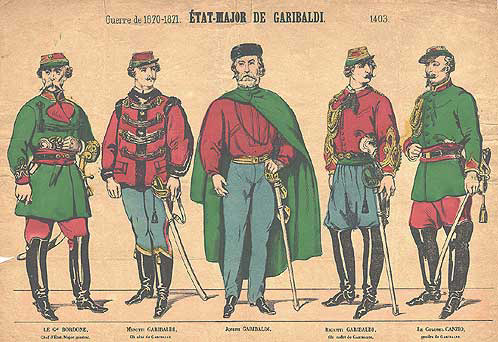
L’état-major de Garibaldi.

Garibaldi place son état-major à Dole (14 octobre) et, le 11 novembre, il organise l'Armée des Vosges en quatre brigades sous le commandement de ses deux fils, Ricciotti et Menotti, de Delpech qui sera remplacé par Cristiano Lobbia et du Polonais Jozef Bossak-Hauké,,. Son ami Philippe Toussaint Joseph Bordone est quant à lui chef d'état-major et le gendre de Garibaldi, Stefano Canzio, chef du quartier général avant de devenir commandant d'une 5e brigade.
Le 19 novembre, Ricciotti inflige une défaite aux Prussiens du général Werder à Châtillon-sur-Seine mais le théâtre des opérations reste Dijon. Le 26 novembre, la ville qui est occupée depuis le 31 octobre ne peut être reprise aux Prussiens. Ceux-ci sont repoussés lors d'une contre-offensive le 1er décembre. Il faut attendre le 21 janvier 1871 pour que Garibaldi s'installe à Dijon, évacuée par les Prussiens le 17 décembre, ces derniers étant informés de l'arrivée depuis le nord des troupes régulières françaises menées par le général Bourbaki. Les 21, 22 et 23 janvier 1871, Dijon est attaquée par 4 000 Prussiens : Garibaldi sort victorieux tandis que Ricciotti s'empare d'un drapeau du 61e régiment poméranien Un armistice entre en vigueur le 28 janvier 1871 mettant fin à la participation de Garibaldi.

#### Garibaldi, élu député en France

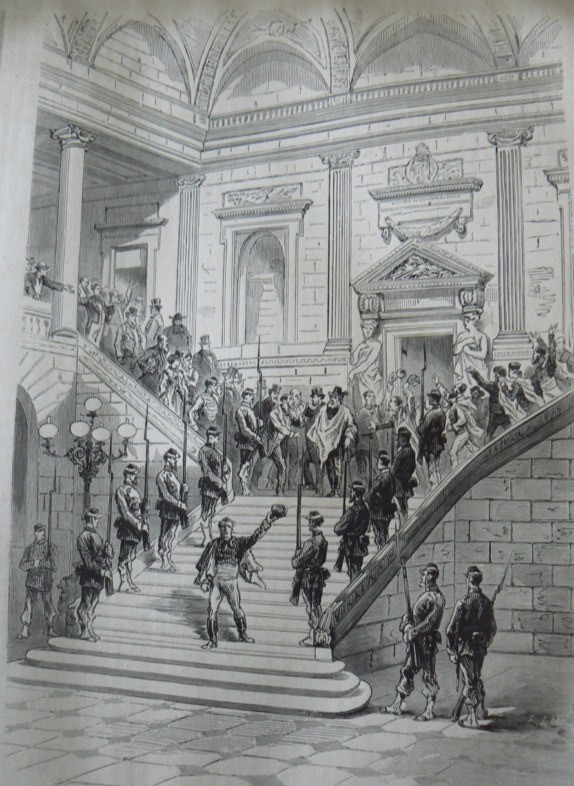
Garibaldi quittant le Grand Théâtre de Bordeaux sous la haie d'honneur des Gardes nationaux.

En février 1871, alors que Bordeaux est la capitale provisoire de la France et que l'Assemblée nationale siège au Grand Théâtre, Garibaldi est élu sur les listes de l'Union républicaine, sans avoir été candidat, à l'Assemblée nationale française comme député de la Côte-d'Or, de Paris, d'Alger et de Nice. À Paris, il arrive en quatrième position derrière Louis Blanc, Gambetta et Victor Hugo. En raison de sa nationalité italienne qui invalide l'élection et face aux accusations de la nouvelle majorité monarchiste de la Chambre, qui affirme qu'il n'a pas vraiment combattu, il décline ses mandats avant même de se présenter à l'Assemblée nationale, auprès de laquelle il se rend afin de défendre la cause des hommes qu'il a commandés. La droite s'oppose violemment à toute intervention, aussi Garibaldi se retire. En descendant les escaliers du Grand Théâtre, spontanément les gardes nationaux lui font la haie d’honneur et lui présentent les armes. Thiers en colère, demande « pour qui un tel honneur ? ». Les gardes lui répondent « parce que c’est Garibaldi et qu’il a pris un drapeau aux Prussiens ». Des mouvements divers secouent la foule, les députés monarchistes et républicains s’insultent réciproquement. Garibaldi rejoint sa voiture et quitte Bordeaux précipitamment en déclarant « je suis venu non pour m’associer à des agissements monarchistes, mais pour défendre la République. Vive la France républicaine à jamais ».
Garibaldi est de nouveau élu en Algérie lors des élections supplétives, ce que l'Assemblée invalide, en mars, en raison du fait qu'il ne dispose pas de la nationalité française,.
Victor Hugo s’éleva pour prendre la défense de Garibaldi : « Je ne dirai qu’un mot. La France vient de traverser une épreuve terrible, d’où elle est sortie sanglante et vaincue. On peut être vaincu et rester grand. La France le prouve. La France, accablée en présence des nations, a rencontré la lâcheté de l’Europe. De toutes ces puissances européennes, aucune ne s’est levée pour défendre cette France qui, tant de fois, avait pris en main la cause de l’Europe… Pas un roi, pas un État, personne ! Un seul homme excepté… Où les puissances, comme on dit, n’intervenaient pas, eh bien un homme est intervenu, et cet homme est une puissance. Cet homme, Messieurs, qu’avait-il ? Son épée. … Je ne veux blesser personne dans cette Assemblée, mais je dirai qu’il est le seul, des généraux qui ont lutté pour la France, le seul qui n’ait pas été vaincu. » Puis il démissionne de son propre mandat en signe de soutien.
Le 10 mars, le corps des volontaires garibaldiens est dissous. Le 13, Garibaldi retourne à Caprera. Le 24, les insurgés de la Commune de Paris font appel à Garibaldi pour prendre la tête de la Garde nationale de Paris, mais il décline la proposition estimant qu'il s'agit d'une affaire intérieure française. Il prend cependant position en faveur de la Commune « parce qu’elle proclame la fraternité des hommes quelle que soit la nation à laquelle ils appartiennent » et pour le socialisme naissant « contre le triple despotisme des monarchies, des prêtres et du privilège ».

### Les dernières années en Italie

#### Député de Rome
En 1875, Garibaldi, alors député de Rome, apporte son soutien au projet de détournement du cours urbain du Tibre, argument central de la campagne électorale de 1876 qui voit la victoire de la gauche. Rome connaît d'importantes inondations, dont celles de l'hiver 1870, auxquelles aucune solution n'est apportée. Le projet est abandonné au profit de la construction de quais mais prend un enjeu politique, les entreprises romaines proches du Vatican sont, dans un premier temps, écartées,. En 1881, il s'élève contre la signature du traité du Bardo qui permet la mainmise de la France sur la Tunisie où vit une forte colonie italienne.
Depuis 1865 Garibaldi a pour compagne Francesca Armosino, une Piémontaise d'origine humble avec qui il a trois enfants, Rosa morte en bas âge, Clelia et Manlio. Garibaldi est désormais usé par la maladie et les ressources pour faire vivre sa famille sont insuffisantes. Il reprend l'activité d'écrivain, sans succès. En 1880, il épouse Francesca après la dissolution de son mariage avec Giuseppina Raimondi. Ce n'est qu'après l'arrivée de la gauche au pouvoir (1876) qu'il accepte une rente de 100 000 lires de l'État italien, ce qui le met à l'abri du besoin.

#### Caprera, le lieu du dernier repos

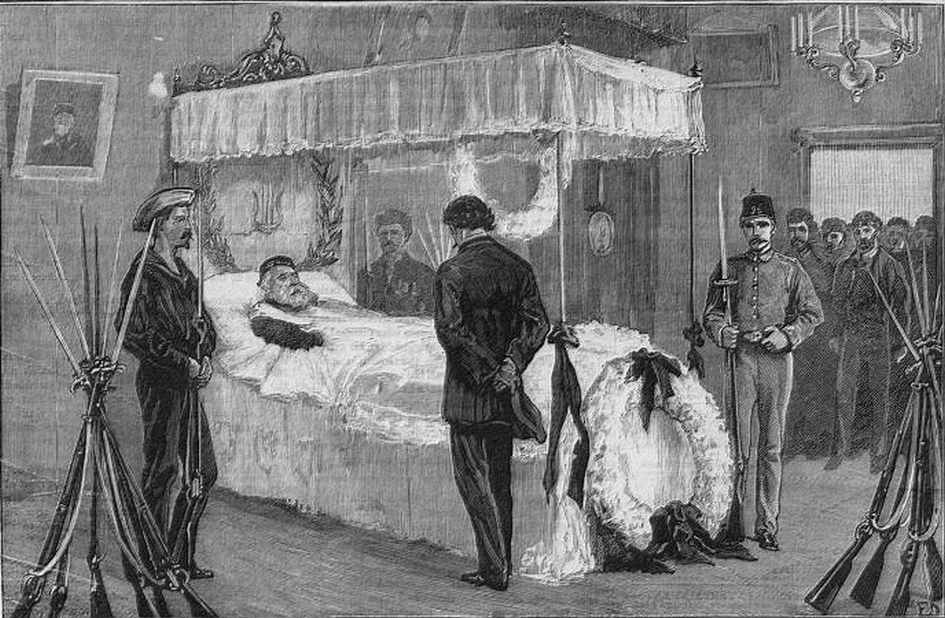
Garibaldi sur son lit de mort à Caprera.

Le 24 mars 1882, Garibaldi se rend à Naples puis à Palerme avant de retourner à Caprera en avril. Son état de santé ne fait qu'empirer et le 2 juin 1882, il meurt dans sa maison, entouré de sa famille et de Menotti. Des messages de condoléances arrivent de toutes les parties du monde. Victor Hugo déclare : « L'Italie n'est pas en deuil, ni la France, mais l'humanité ». Dans son testament, dont une copie est exposée dans la maison-musée sur l'île de Caprera, Garibaldi demande expressément la crémation alors que la famille, sous la pression générale, décide de le faire enterrer. De nombreuses autorités se rendent sur l'île pour la cérémonie, le 8 juin, tandis que Rome l'honore le dimanche suivant. Les représentants des conseils municipaux de Paris, de Lyon et de Nîmes sont présents ainsi que les représentants du Conseil général de la Seine et de la presse française. Le 3 juin, la Chambre des députés lève la séance pour lui rendre hommage, malgré l'opposition du groupe clérical.
Sa dépouille repose à Caprera, dans un imposant sarcophage fermé par un bloc de granite blanc.

## Engagement et idéologie
« Garibaldi est bien à l’origine d’une tradition politique née de l’alchimie du XIXe siècle : la fusion entre le combat pour la liberté des nations et les idéaux internationalistes de la diplomatie des peuples contre celle des souverains et des cabinets. C’est en ce sens qu’homme du Risorgimento italien il est aussi l’homme de la gauche populaire et anticléricale française héritière de la Révolution de 89. Et comme chef des Chemises rouges et promoteur de la Nation armée, Garibaldi est au cœur du volontariat militaire international qui mêle l’aventure personnelle et l’engagement politique au service des idéaux de synthèse de la nation et de l’internationalisme. ».

## Critiques majeures sur la personne et l'action de Garibaldi

### Critiques sur son action politique

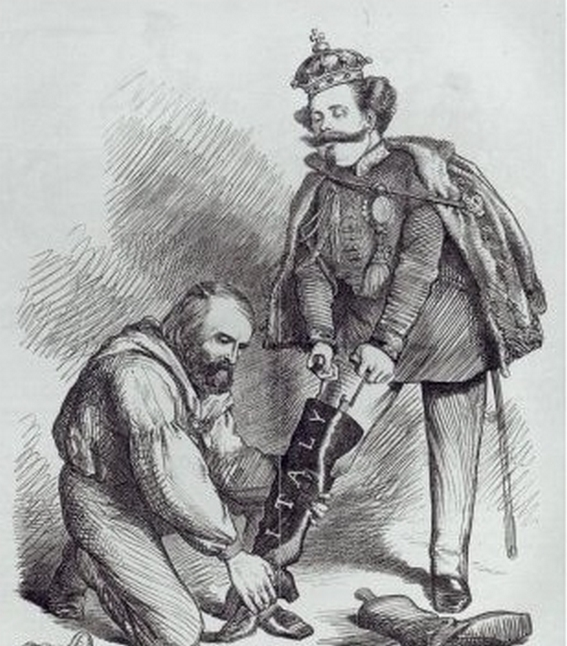
Garibaldi aide Victor-Emmanuel II à chausser la botte italienne (Punch, 1860).

Bien que le personnage de Garibaldi soit absolument central dans le mouvement du Risorgimento, il a été l'objet de critiques de la part de certains de ses compagnons et surtout de ses adversaires, monarchistes, anti-socialistes, militaires et milieu clérical. Ses opérations d'Aspromonte et de Mentana lui ont valu la désapprobation de ses anciens compagnons plus enclins à une action qui s'inscrit dans la politique du nouveau royaume d'Italie. Il en est ainsi de Crispi qui lui déconseille une telle opération.
La gauche italienne lui reproche son action trop en faveur de la monarchie italienne alors qu'il se déclare républicain, ce qui provoque notamment la prise de distance avec Mazzini. Il est pour cela critiqué par Blanqui et Proudhon. Ceci ne constitue pas sa seule contradiction, il se déclare internationaliste et tout à la fois irrédentiste, revendiquant les terres du Trentin et de l'Istrie pour achever l'unité italienne.
Afin d'asseoir son personnage, Garibaldi utilise à bon escient la presse, les images et son île de Caprera qui lui donne l'image du héros solitaire.

### Critique de l'action militaire de Garibaldi en France
On trouve parmi ses détracteurs les militaires, officiers français et italiens qui critiquent sa vantardise et sa tenue vestimentaire peu conventionnelle qui contribue cependant à son mythe et à celui de ses troupes.
Les opérations militaires menées par Garibaldi sont très critiquées par l'autorité militaire. En 1903, Foch publie Des principes de la guerre. Il y souligne que Garibaldi, alors qu'il aurait pu utiliser une seule brigade, a immobilisé ses 20 à 30 000 hommes face à la brigade prussienne de 4 000 hommes au lieu de se porter au secours de l'armée de l'Est de Bourbaki, comme il en avait reçu l’ordre. Foch rend alors l’orgueil de Garibaldi responsable du désastre de l’armée de l’Est.
« Quant à Garibaldi, ces attaques répétées des 21 et 23 janvier lui ont fait croire qu’il avait devant lui d’importantes forces allemandes. Il s’est borné à une défense prudente, c’est en termes dithyrambiques qu’il chante ses succès. Résultat : les désastres de l’armée française de l’Est. L’erreur est humaine, dira-t-on, elle n’est pas une faute. Le crime n’est pas là, il consiste en ce que Garibaldi, ayant reçu l’ordre de rejoindre l’armée de l’Est, ne l’a pas rejointe. Exécuter l’ordre, il n’y a pas songé. Ce sont des vues personnelles, la recherche de succès propres, qui ont dicté sa conduite. S’il avait cherché à obéir, aucune impossibilité matérielle ne l’en eût empêché : la division Pélissier maintenue à Dijon suffisait à absorber l’activité du général de Kettler ; l’armée des Vosges pouvait librement rejoindre l’armée de l'Est. Garibaldi et le général de Failly, deux chefs de provenance bien différente, aboutissent donc à la même fin : le désastre, par la même voie : l’indiscipline intellectuelle, l’oubli du devoir militaire, au sens le plus exact du mot ».
Cette critique était typique de la droite cléricale qui, par exemple dans le rapport Perrault, avait attaqué le général Garibaldi, en lui attribuant la défaite de Bourbaki et de son armée: « A qui la faute ? Est-ce au général Bourbaki, commandant en chef de l'armée de l'Est dont l'effectif devait atteindre 140,000 hommes ? En aucune façon, répond M. Perrot, la faute en est uniquement à Garibaldi, commandant un corps d'armée de 15 à 20,000 hommes dans la Côte-d'Or ».
« Lorsque le 27 décembre, nos soldats quittèrent, au nombre de plus de cent mille, leurs cantonnements autour de Chagny et de Beaune pour se diriger sur Belfort assiégé, les uns allant vers Dôle et Besançon, les autres vers Dijon et Langres, l'armée prussienne battant precipitamment en retraite sous le commandement de Werder, ne comptait pas plus de 35 000 hommes. L'armée assiégeant Belfort était d'une force à peu près égale, ce qui élevait à 70,000 hommes au plus l'ensemble des forces contre lesquelles l'armée de l'Est pourrait disposer de près de 140 000 hommes, sans compter les troupes de la garnison de Belfort ».
La droite, italienne comme française, s'oppose à lui en raison de son anti-cléricalisme et les Français, en raison de son engagement dans les combats de 1849 et 1867, voient en lui un révolutionnaire satanique. Ils critiquent aussi son action pendant la guerre franco-allemande de 1870, le traitant d'imposteur. La commission d'enquête parlementaire le présente comme « un général politique » et « un traître révolutionnaire ».

## Garibaldi et Cavour

Francesco Hayez, Camillo Benso, comte de Cavour, 1864, pinacothèque de Brera.

Les rapports entre Garibaldi et Cavour répondent aux exigences de la situation et ce jusqu'à la fin de la seconde guerre d'indépendance (1859). Garibaldi soutient l'action gouvernementale et la préparation du conflit pour chasser l'Autriche tandis que Cavour confie à Garibaldi le soutien à l'insurrection lombarde afin de provoquer la guerre. Les premiers désaccords apparaissent peu de temps après et particulièrement lorsque Cavour cède la ville natale de Garibaldi, Nice, à la France, en 1860.
Cavour, qui n'a en fait jamais eu confiance dans le révolutionnaire, surveille de près l'expédition des Mille et reprend militairement et politiquement la main en envoyant les troupes régulières s'emparer du royaume des Deux-Siciles, placé sous l'autorité de Victor-Emmanuel II. L'affrontement le plus violent et définitif intervient peu de temps avant la mort de Cavour, lorsque Garibaldi reproche fermement au gouvernement italien de vouloir dissoudre l'armée méridionale qui a participé à l'expédition des Mille.

## Garibaldi et Mazzini
Les rapports entre Mazzini et Garibaldi sont assez controversés. Celui-ci adopte, au début, les idées de Mazzini : l'idée de nation italienne, de fraternité universelle entre les peuples, d'émancipation des travailleurs. Il s'en éloigne à un âge plus mûr mais ils sont côte à côte lors des évènements de la première guerre d'indépendance et de la République romaine. Déjà au cours de ce dernier événement, Garibaldi, qui n'est pas libre de ses actions, s'oppose à Mazzini, celui-ci préférant la voie diplomatique, certain du soutien de Ledru-Rollin.
En 1855, aux côtés de Pallavicino et Manin, Garibaldi manifeste de la distance à l'encontre de la stratégie mazzinienne et se rallie à la monarchie voyant en elle le moyen d'aboutir à l'unité italienne. Garibaldi reproche à Mazzini l'exécution d'entreprises mal préparées qui conduisent trop souvent à l'échec et à la mort de leurs auteurs, et sa « doctrine du martyr ». Il lui reproche de toujours parler du peuple mais sans réellement le connaître, Mazzini excluant les paysans et Garibaldi les associant aux ouvriers contre l'absolutisme politique, et désapprouve sa vision religieuse de la politique.
Leurs rapports s'enveniment à l'issue de l'expédition des Mille que Mazzini soutient, Garibaldi œuvrant en faveur de la monarchie, se proclamant dictateur au nom de l'Italia e Vittorio Emanuele.
En 1864, à l'issue de l'épisode de l'Aspromonte, un rapprochement s'amorce lorsque les deux hommes se trouvent au Royaume-Uni. À Mazzini, qui le salue comme l'homme qui représente l'incarnation des idéaux de liberté et d'union des peuples, Garibaldi répond en l’appelant ami et maître pour toujours : « en lui, la flamme de l'amour de la patrie et de la liberté ne s'est jamais éteinte ».
La fracture définitive intervient lorsque Garibaldi tient pour responsable Mazzini de l'échec de la tentative de Mentana, l'argent attendu de Londres n'étant pas arrivé. Il soupçonne Mazzini d'avoir préféré voir Rome au pape plutôt qu'unie à la monarchie italienne.
Ils sont par la suite en désaccord sur tous les sujets : de l'Internationale et de la Commune de Paris. En 1871, Garibaldi écrit sur l'infaillibilité de Mazzini : « Mazzini et moi sommes vieux ; se réconcilier, inenvisageable, les infaillibilités meurent mais elles ne se plient pas! Se réconcilier avec Mazzini? Il y a une seule manière : lui obéir, je ne m'en sens pas capable ».
À la mort du fondateur de Giovine Italia, en 1872, Garibaldi oublie ses désaccords et se fait représenter aux funérailles par le drapeau des Mille honorant un rapport controversé mais fondamental pour sa formation politique.

## Franc-maçonnerie
Garibaldi est Grand Maître de presque toutes les obédiences italiennes.
Garibaldi est initié à la franc-maçonnerie en 1844 dans la loge irrégulière Asilo de la Virtud, de Montevideo, Uruguay, puis le 15 juillet de la même année dans la loge régulière Les Amis de la Patrie du Grand Orient de France. En 1861, après l'élection à l'Assemblée constituante du Grand Orient d'Italie de Turin au cours de laquelle il est battu par le pro-cavourien Filippo Cordova, le Grand Orient d'Italie lui décerne le titre honorifique de « Premier franc-maçon d'Italie ».
Le professeur Aldo Alessandro Mola, professeur d'histoire contemporaine à l'université de Milan et historien de la franc-maçonnerie et du Risorgimento, affirme que l'Expédition des Mille et Garibaldi a bénéficié d'un financement de trois millions de francs et d'une assistance permanente. Ce serait la franc-maçonnerie de rite écossais qui aurait financé l'opération avec le soutien des États-Unis, alors sans représentation diplomatique, afin d'éliminer le pouvoir temporel du pape.
En 1862, il est élu grand maître du suprême conseil écossais de Palerme, le principal concurrent du Grand Orient d'Italie, titulaire en une journée de tous les degrés jusqu'au 33e du rite écossais ancien et accepté, ce qui lui apporte la reconnaissance officielle et le soutien de la maçonnerie américaine. Il obtient aussi le titre honorifique de Premier maçon d'Italie. En 1864, il occupe la plus haute charge de l'ordre, grand maître du Grand Orient d'Italie.
En 1872, John Yarker nomme Garibaldi membre honoraire du « Souverain sanctuaire du rite ancien et primitif » pour la Grande-Bretagne et l'Irlande qui est cependant considéré comme irrégulier par la Grande Loge unie d'Angleterre et en 1876, le Grand Orient national d'Égypte, de langue italienne, le fait Grand Maître honoraire En 1881, l'unification des rites maçonniques égyptiens se place sous son égide en lui décernant le titre de grand hiérophante,,.
Dans son testament symbolique, Garibaldi écrivit : « Je lègue : mon amour pour la Liberté et la Vérité ; ma haine du mensonge et de la tyrannie ».

## Garibaldi et l’Église

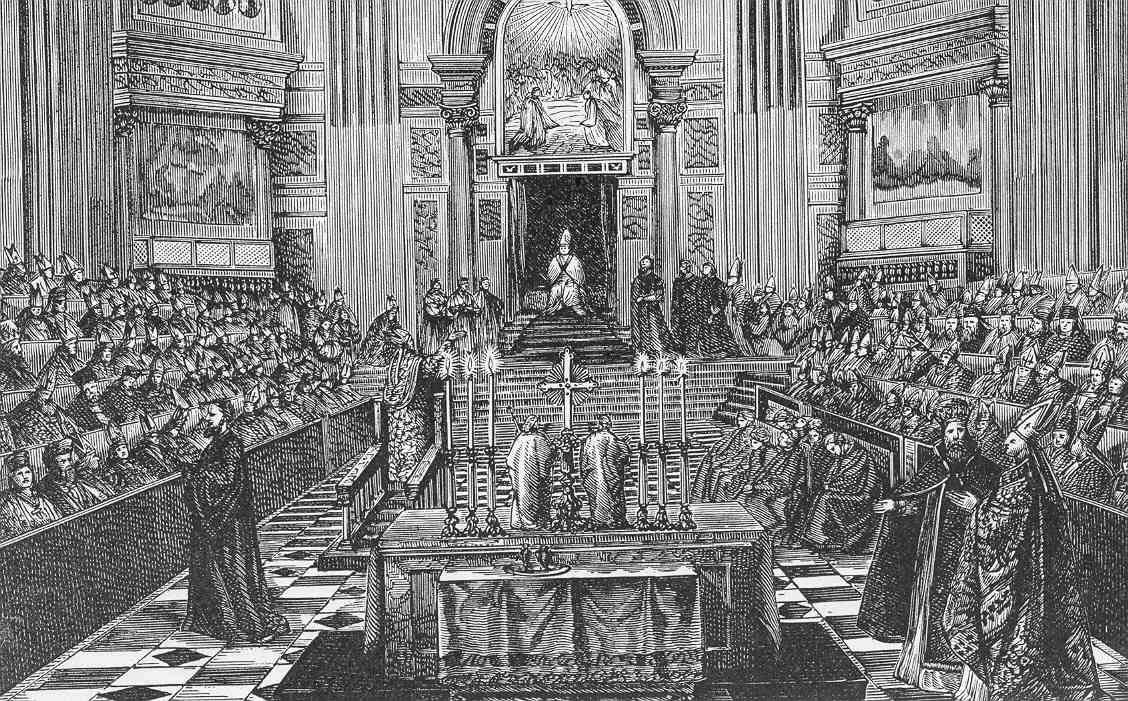
Le premier concile œcuménique du Vatican, convoqué par Pie IX.

Au cours de son existence, Garibaldi tente à chaque occasion de libérer Rome du pouvoir temporel du pape, qu'il considère responsable de la non-formation de l'unité italienne. Il est conforté en cela par le Syllabus errorum de Pie IX, en 1864, dans lequel celui-ci énonce les erreurs du monde moderne dont le libéralisme et la laïcisation.
Il est férocement anti-clérical, ce qui est commun chez les Italiens libéraux : « Si naissait une société du démon qui combatte les despotes et les prêtres, je m'engagerais dans ses rangs ». Sa lutte contre le pape est anti-cléricale mais pas anti-religieuse. Marc Monnier relate son discours devant la population napolitaine « Je suis un chrétien, et je parle aux chrétiens - je suis un vrai chrétien, et je parle aux vrais chrétiens. J'aime et je vénère la religion du Christ, parce que le Christ vint au monde pour délivrer l'humanité de l'esclavage… » et « vous avez le devoir d'éduquer les gens — éduquer les gens — les éduquer pour être chrétiens, les éduquer pour être Italiens… Vive l'Italie ! Vive la chrétienté ! ».
L'anti-cléricalisme de Garibaldi s'appuie sur son obédience maçonnique. Deux mois avant Aspromonte, il tente d'unir toutes les obédiences contre le pape,. Il soutient l'anticoncile proposé par Giuseppe Ricciardi, à Naples, en 1869, destiné à s'opposer au premier concile œcuménique du Vatican convoqué par Pie IX qui proclame l'infaillibilité pontificale. Ce mouvement reçoit le soutien d'Edgar Quinet, de Victor Hugo et de Claude Louis Michelet, secrétaire de la Société philosophique de Berlin.
Pour anecdote, sa haine envers le pape et le clergé est illustrée par le nom que Garibaldi donne à son âne Pionono, et par le fait qu'il parle du pontife en utilisant l'expression « un mètre cube de fumier »,.

## La récupération du héros des deux mondes

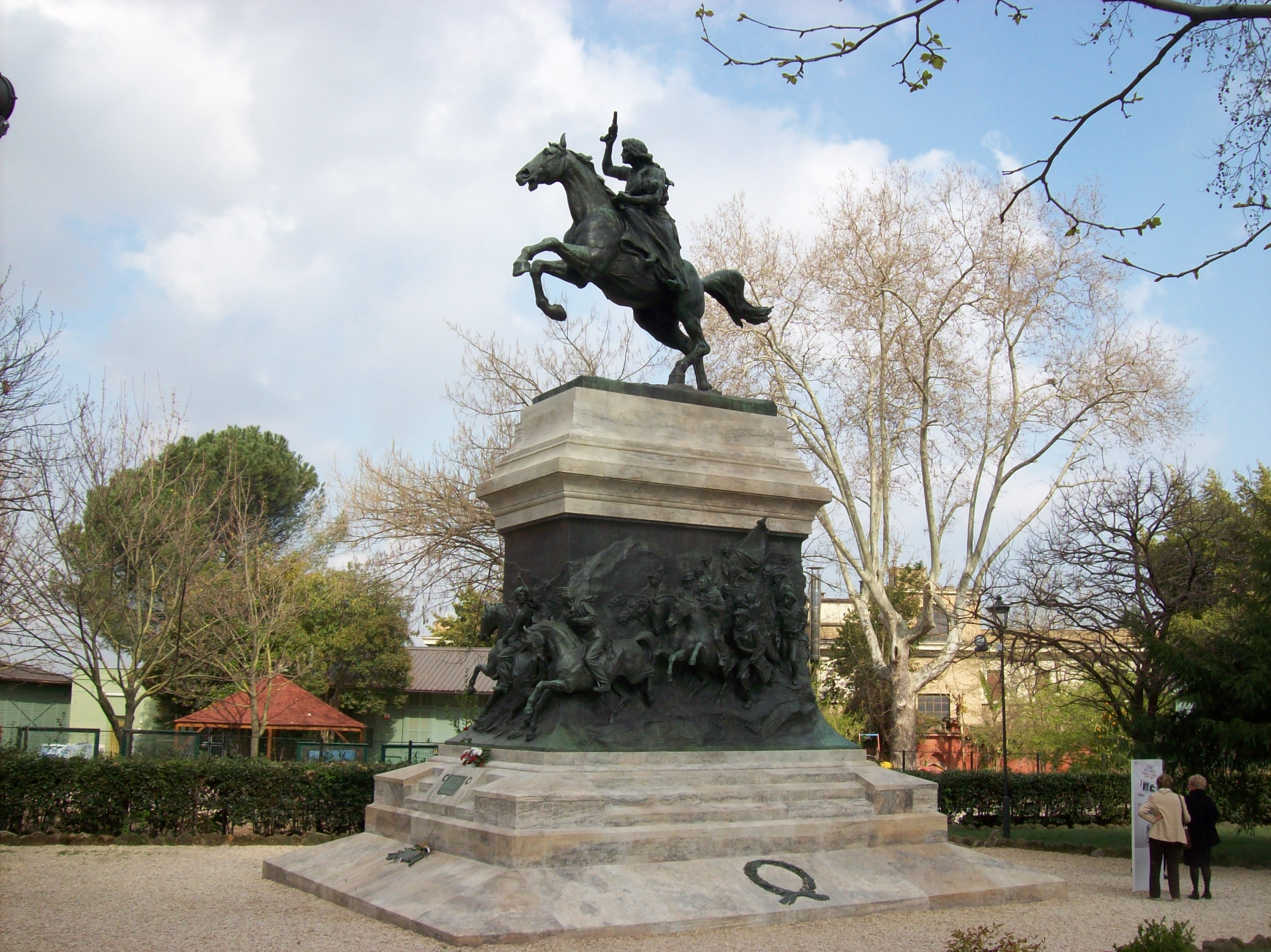
Mario Rutelli, Monument à Anita Garibaldi, 1931, sur le Janicule.

Le pouvoir fasciste tente dès la marche sur Rome de récupérer Garibaldi, rappelant ses coups de force contre Rome. De nouveau en 1923, Benito Mussolini présent à Caprera et en présence de Ricciotti, évoque la continuité de l'action garibaldienne et de celle des chemises noires. En 1932, le fascisme célèbre le 50e anniversaire de la mort de Garibaldi en même temps que le 10e anniversaire de la marche sur Rome. Le régime insiste particulièrement sur le personnage d'Anita pour en faire le prototype de la femme fasciste. Il rapatrie sa dépouille à Rome et édifie une statue équestre sur le Janicule.
Certains de ses petits-enfants prennent part à l'engagement politique, Ezio Garibaldi adhère au régime. En 1925, il devient président de la Fédération nationale des volontaires garibaldiens et il prend la direction d'un hebdomadaire, Camicia rossa (Chemise rouge), qui doit contribuer à l'intégration du garibaldisme dans le fascisme. Sante Garibaldi, quant à lui, s'engage auprès des antifascistes,. Il s'exile en France et crée une organisation regroupant les garibaldiens ouvertement antifascistes : la Fédération française des garibaldiens de l’Argonne. En juin 1940, ils combattent contre les Allemands dans la région de Tours et cessent le combat après l'entrée en guerre de l'Italie. Il est arrêté et emprisonné à Dachau, il meurt en 1946 à Bordeaux.
Après la chute de Mussolini en 1943, les antifascistes s'emparent du personnage, notamment les communistes qui, comme pendant la guerre d'Espagne, nomment leurs troupes Garibaldi. Les évocations de Garibaldi pendant la République sociale italienne sont celles de militaires qui rappellent la haine de Garibaldi pour les traîtres.

## Portrait et vie sentimentale
D'après son dossier militaire, Garibaldi mesurait 1,70 mètre. Il avait les cheveux blonds et les yeux marron clair alors que le président argentin Bartolomé Mitre le décrit « de stature moyenne, avec les épaules et les membres vigoureux et bien proportionnés et les yeux bleus ». Dès 40 ans, Garibaldi souffre de rhumatismes qui sont extrêmement douloureux et par moments invalidants.
Garibaldi et sa première épouse Anita Garibaldi, morte en 1849 vers Ravenne ont quatre enfants : Menotti Garibaldi (1840-1903), Rosa Garibaldi (surnommée Rosita, née en 1843 et morte de la variole en 1845 à l'âge de deux ans à Montevideo), Teresa Garibaldi (surnommée Teresita, 1845-1903, épouse du général garibaldien Stefano Canzio) et Ricciotti Garibaldi (1847-1924). Alors qu'il est en Romagne en 1859, Garibaldi fait transférer les restes d'Anita à Nice auprès de ceux de sa mère. A la demande de Mussolini, les restes d'Anita seront transférés à Rome en 1932 pour être déposés au Gianicolo sous sa statue équestre à une centaine de mètres de celle de Garibaldi.
Il n'a pas d'enfant avec Giuseppina Raimondi qu'il épouse à Fino Mornasco le 16 janvier 1860 et dont il obtient l'annulation du mariage. Il a trois enfants avec sa troisième épouse Francesca Armosino : Clelia Garibaldi (1867-1959), Rosita, morte en bas âge, Manlio Garibaldi (1873-1900).
Il a eu plusieurs maîtresses parmi lesquelles Emma Roberts, une Anglaise cultivée avec qui il envisagea le mariage et la baronne Marie Espérance von Schwartz, une écrivaine. Avec sa domestique Battistina Raveo, Garibaldi a une fille, Anna Maria Imeni surnommée Anita, qui meurt à 16 ans de méningite.

## Les formations garibaldiennes
- Légion italienne (1843)
- Chasseurs des Alpes (1859)
- Carabiniers génois (1859)
- Les Mille (1860)
- Légion internationale (1860)
- Légion hongroise (1860)
- Carabiniers milanais (1860-1866)
- Esercito meridionale (Armée méridionale) (1860)
- Corps des volontaires italiens (1866)
- Carabiniers livournais (1867)
- Armée des Vosges (1870)

## Écrits
- Giuseppe Garibaldi (trad. de l'italien), Mémoire d'un chemise rouge, Paris, Sextant, 2008, 437 p. (ISBN 978-2-84978-024-4).
- Giuseppe Garibaldi, Les Mémoires de Garibaldi, 1860traduits par Alexandre Dumas
- (it) Giuseppe Garibaldi, Clelia ovvero Il governo dei preti, Milan, 1869 (lire en ligne)Roman politico-historique
  - Giuseppe Garibaldi (trad. Yves Branca, préf. Yves Branca), Clelia : ou le pouvoir des prêtres, Châlons-en-Champagne, Éditions Ex Æquo, coll. « Hors Temps », 2010, 301 p. (ISBN 978-2-35962-106-8)
- (it) Giuseppe Garibaldi, I mille, Turin, 1874

## Distinctions
| : Grand officier de l'ordre militaire de Savoie « Pour les services rendus comme commandant du corps des chasseurs des Alpes, pendant l'entière campagne de 1859 ». le 16 janvier 1860 R.D. n. 42 |

| : Médaille d'or de la valeur militaire « Pour l'intrépidité et la bravoure dans les combats contre les Autrichiens à Varèse et Côme. » en mai 1859 |

| : Médaille commémorative des mille de Marsala |

| : Médaille aux méritants de la Libération de Rome 1849-1870 |

## Célébrations

### Dans les armées
- La marine italienne
  - Giuseppe Garibaldi - frégate de premier rang à hélice, lancée en 1860, elle provenait de la marine napolitaine alors dénommée Borbona. Elle fut incorporée dans la Regia Marina en 1861 et classée corvette en 1878. Après avoir été convertie en navire-hôpital en 1890, elle fut rebaptisée Saati afin que le nom fut affecté au nouveau croiseur cuirassé en construction. Elle fut radiée en 1894 pour être démolie en 1899,
  - Giuseppe Garibaldi - croiseur cuirassé, unité chef-classe de la classe Garibaldi, lancé en 1899. Il avait été efficace pendant la guerre italo-turque dans les eaux de la Libye, la mer Égée et du Levant. Le 24 février 1912, lors d'une action conjointe avec son « jumeau » Francesco Ferruccio, il coula une canonnière turque Avnillah au large des côtes de Beyrouth. Le 18 juillet 1915, il fut coulé par le sous-marin autrichien U.4 alors qu'il était engagé dans le bombardement de la voie Dubrovnik-Kotor,
  - Giuseppe Garibaldi - croiseur léger de classe Condottieri type Duca degli Abruzzi lancé en 1936 et désarmé en 1953. À partir de 1957, il fut transformé en croiseur lance-missiles. Il entra en service en 1961 et fut désarmé définitivement en 1971 après avoir tenu le rôle de navire amiral de la flotte,
  - Giuseppe Garibaldi - porte-aéronefs de la Marina militare construit en 1983 et en service depuis 1985, le premier à utiliser des avions à décollage vertical (VTOL) dans ce corps d'armée. Il est spécialisé dans la lutte anti-sous-marine et a tenu le rôle de navire amiral de la flotte jusqu'en juin 2009 ;
- Dans l'armée de la république d’Argentine :
  - General Garibaldi - croiseur cuirassé de la Marine argentine, « jumeau » de son homonyme italien lancé en 1899 ;
- Une classe de croiseurs cuirassés :
  - Classe Giuseppe Garibaldi - classe composée de 10 croiseurs cuirassés en service dans la Regia Marina (3), la Marine argentine (4), l'Armada espagnole (1) et la Marine impériale japonaise (2) ;
- Le bataillon Garibaldi, par la suite brigade Garibaldi, a été l'un des bataillons qui ont formé les Brigades internationales qui ont participé à la défense de la Seconde République espagnole pendant la guerre civile espagnole de 1936 à 1939. Il était composé principalement d'Italiens ;
- Pendant la Seconde Guerre mondiale, le parti communiste italien baptisa ses troupes Garibaldi[289],[290] ;
- Les résistants communistes français firent de même avec les FTP Garibaldi qui participèrent à la Libération de Paris[289],[291].

### Célébrations diverses
- Garibaldi est une municipalité de l'État du Rio Grande do Sul,
- Le capitaine George Henry Richards, qui dirigeait le navire d'exploration HMS Plumper a baptisé en 1860 un stratovolcan du Canada situé au nord de Vancouver « mont Garibaldi »[292]. Par extension, un lac et un parc provincial ont ensuite repris le nom de la montagne,
- L'Hypsypops rubicundus, couramment appelé Demoiselle Garibaldi, est une espèce de poissons de la famille des Pomacentridae,
- (4317) Garibaldi est un astéroïde,
- Saint-Marin a réalisé en 2007 une pièce commémorative de 2 € à son effigie pour célébrer le 200e anniversaire de sa naissance,
- Le Trophée Giuseppe Garibaldi est un trophée de rugby à XV remis depuis 2007 au vainqueur du match annuel comptant pour le Tournoi des Six Nations entre la France et l'Italie,

- Les émissions philatéliques produites en Italie pour honorer le héros des Deux Mondes sont nombreuses. Son effigie apparaît sur les premiers timbres commémoratifs italiens émis en 1910 pour célébrer le 50e anniversaire de l'expédition des Mille et le plébiscite de l'Italie méridionale. Ce sont les premiers timbres italiens à ne pas porter l'effigie du roi ou les armes de Savoie. Ils ont été vendus uniquement dans le Sud et la Sicile avec un supplément, non représenté sur le timbre, de 5 centimes et ont été utilisés uniquement pour la correspondance directe dans le royaume. En 1932, une série de 17 timbres sont émis pour célébrer le cinquantième anniversaire de sa mort puis régulièrement pour marquer les anniversaires de ses actions militaires[293].

### Monuments à Garibaldi
Un grand nombre de villes possèdent un monument à Garibaldi, italiennes bien sûr, et étrangères dont françaises telles que Nice, sa ville natale ou lui rendent hommage en lui attribuant une place, une station de tramway, une bibliothèque, une école élémentaire, etc..
À Dijon, une statue en bronze de Garibaldi (par Paul Auban, sculpteur ; Thiébaut fondeur) inaugurée en 1900, détruite en 1944, est remplacée en 1961 par un buste de Garibaldi par Victorio Macoratti.

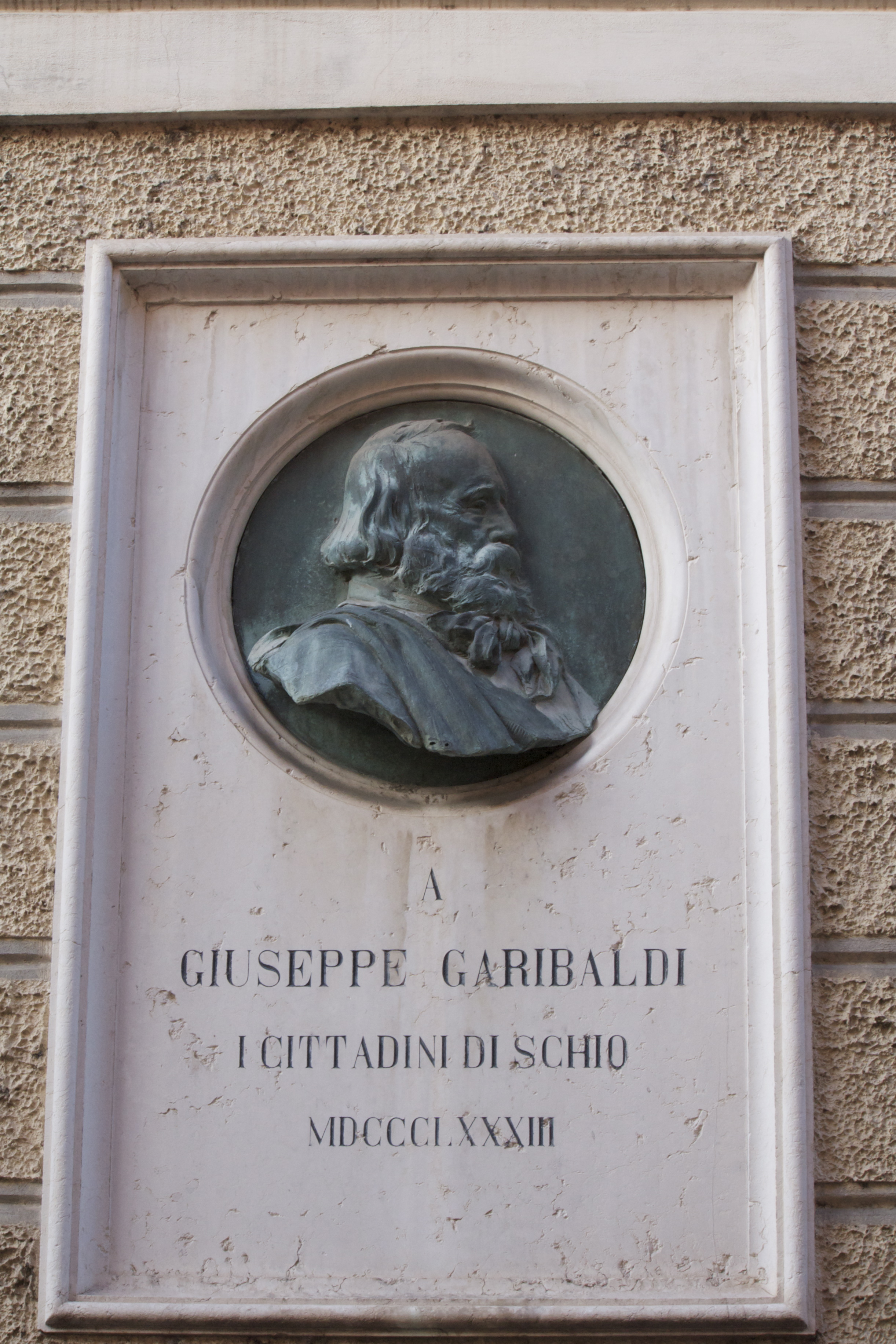
Carlo Lorenzetti, Monument à Garibaldi, médaillon en bronze ornant la façade du palais Toaldi Capra à Schio, premier monument dédié à Garibaldi[295].
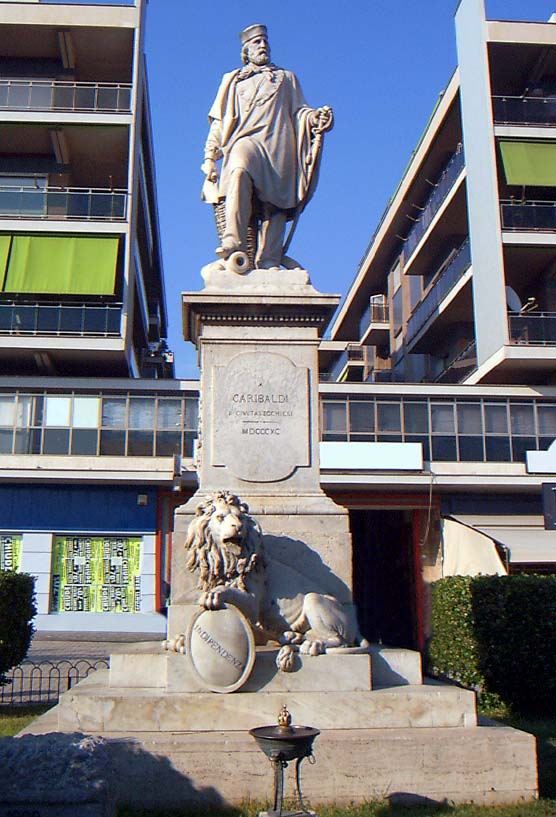
Filippo Matteini, Monument à Garibaldi, 1899, Civitavecchia.
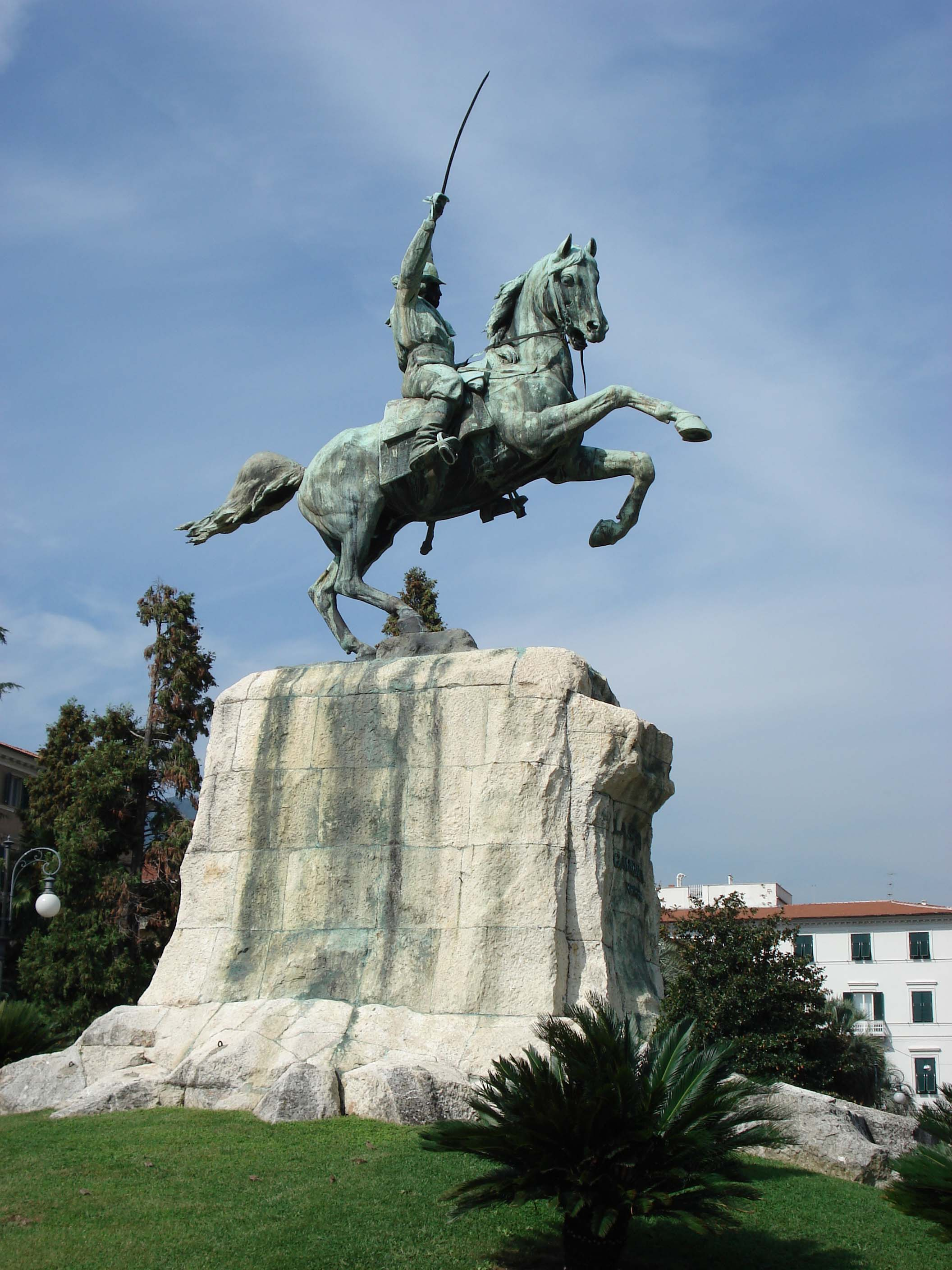
Antonio Garella, Monument à Garibaldi, 1913, La Spezia.

### Filmographie
- 1905 : La presa di Roma, de Filoteo Alberini.
- 1907 : Garibaldi, de Mario Caserini.
- 1909 : Il piccolo garibaldino, anonyme.
- 1910 :
  - Il racconto del nonno, de Giuseppe De Liguoro ;
  - Anita Garibaldi, de Mario Caserini ;
  - Gioacchino Murat – Dalla locanda al trono de Giuseppe De Liguoro.
- 1911 : Goffredo Mameli, anonyme.
- 1912 : Les Mille de Garibaldi (I Mille) de Mario Caserini et Alberto Degli Abbati.
- 1913 : O Roma o morte (1867-1870) d’Aldo Molinari.
- 1914 : L’Italia s’è desta, d'Elvira Notari.
- 1916 :
  - Gloria ai caduti, d'Elvira Notari ;
  - Seppe morire e fu redento, d'Alfredo Robert.
- 1923 :
  - Il grido dell’aquila, de Mario Volpe ;
  - Dalle cinque giornate di Milano alla Breccia di Porta Pia, de Silvio Laurenti Rosa.
- 1925 : La cavalcata ardente, de Carmine Gallone.
- 1926 :
  - Anita o il romanzo d’amore dell’eroe dei due mondi, d'Aldo De Benedetti ;
  - Garibaldi e i suoi tempi, de Silvio Laurenti Rosa.
- 1927 :
  - Un Balilla del ‘48 d’Umberto Paradisi ;
  - I martiri d’Italia (il trionfo di Roma), de Silvio Laurenti Rosa.
- 1934 : 1860, d'Alessandro Blasetti.
- 1940 : Antonio Meucci, d'Enrico Guazzoni.
- 1941 : Piccolo mondo antico, de Mario Soldati.
- 1942 : Un Garibaldien au couvent de Vittorio De Sica.
- 1949 : Cavalcata d’eroi (L’assedio di Roma del 1849) de Mario Costa.
- 1951 : Cavalcata d’eroi, de Mario Costa.
- 1952 :
  - Les Chemises rouges, de Goffredo Alessandrini ;
  - Eran trecento, de Gian Paolo Callegari ;
  - Il brigante di Tacca del Lupo, de Pietro Germi.
- 1954 : Senso, de Luchino Visconti.
- 1961 :
  - Viva l'Italia!, de Roberto Rossellini ;
  - La lunga calza verde, de Roberto Gavioli ;
  - Les Guérilleros de Mario Camerini.
- 1963 : Il Gattopardo, de Luchino Visconti.
- 1967 : Vita di Cavour de Piero Schivazappa.
- 1969 : Nell’anno del Signore, de Luigi Magni.
- 1972 : Bronte. Cronaca de un massacro che i libri di storia non hanno raccontato, de Florestano Vancini.
- 1973 :
  - Fuori uno sotto un altro… arriva il Passatore, de Giuliano Carnimeo.
  - Le cinque giornate, de Dario Argento ;
- 1974 :
  - Allosanfan, de Paolo et Vittorio Taviani ;
  - Il giovane Garibaldi, téléfilm de Franco Rossi ;
  - Sotto il placido Don (Scrittori e potere nella Russia zarista), de Vittorio Cottafavi.
- 1975 : Quanto è bellu lu murire acciso, d'Ennio Lorenzini.
- 1982 : Garibaldi a tribuna politica, d'Arrigo Petacco.
- 1987 : Il Generale, minisérie TV de Luigi Magni.
- 1989 : ’O re, de Luigi Magni.
- 1994 : Addio Garibaldi, de Franck Andron.
- 1995 : L’eroe dei due mondi, de Guido Manuli.
- 1999 : Li chiamarono… briganti, de Pasquale Squitieri.
- 2002 : Tra due mondi, de Fabio Conversi.
- 2007 :
  - I Viceré, de Roberto Faenza ;
  - Eravamo solo mille, mini-série TV de Stefano Reali ;
  - Anita, una vita per Garibaldi, d'Aurelio Grimaldi.
- 2012 : Anita Garibaldi, de Claudio Bonivento.
- 2019 : Giuseppe Garibaldi, le combattant à la chemise rouge (Giuseppe Garibaldi, Frauenheld und Freiheitskämpfer), de Martin Betz et Beverly Blankenship.